# 4区 (パリ)

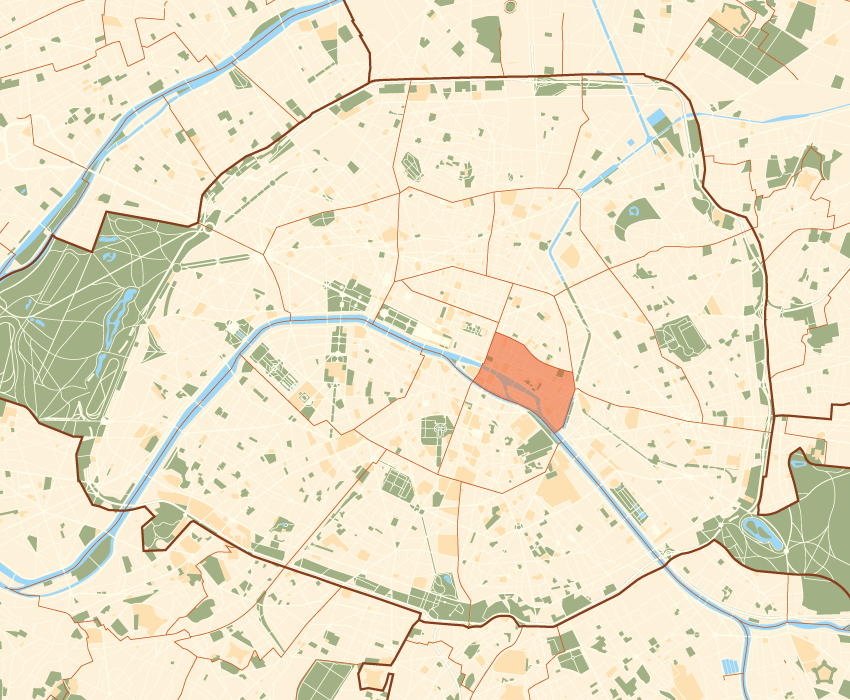
パリ・4区の位置

パリの4区  (4く、仏: 4e arrondissement de Paris) は、フランスの首都・パリ市を構成する20の行政区のひとつである 。第4区、パリ4区ともいう。市のほぼ中央、1区の東に位置しており、セーヌ川の北岸に面している。

## 概要
パリの4区は、市のほぼ中央にある行政区。「オテル＝ド＝ヴィル区 (Arrondissement de l'Hôtel-de-Ville)」と呼ばれることもある。セーヌ川の北岸に面しており、シテ島の東部、サン＝ルイ島を含む。人口は30,675人 (1999年)で、20区の中では3番目に少ない（人口の推移等詳細については後述）。
区の名称は、市の中央部から時計回りに螺旋を描くようにして各区に付けられた番号を基にしており、当区はその4番目にあたることから、「4区」と名づけられた。
パリでは最も歴史のある地域のひとつである。また、3区から4区にかけての地域はマレ地区と呼ばれ、歴史のある貴族の館が立ち並ぶ地域である。また、サン＝ルイ島はパリの最高級住宅街として知られている。
4区の主要な建物としては、ノートルダム大聖堂、ポンピドゥー・センター (国立近代美術館)、パリ市庁舎 (オテル・ド・ヴィル) などがある。
なお、セーヌ川に沿った地域のうち、シュリー橋から下流は「パリのセーヌ河岸」として世界遺産に登録されている。

## 地理

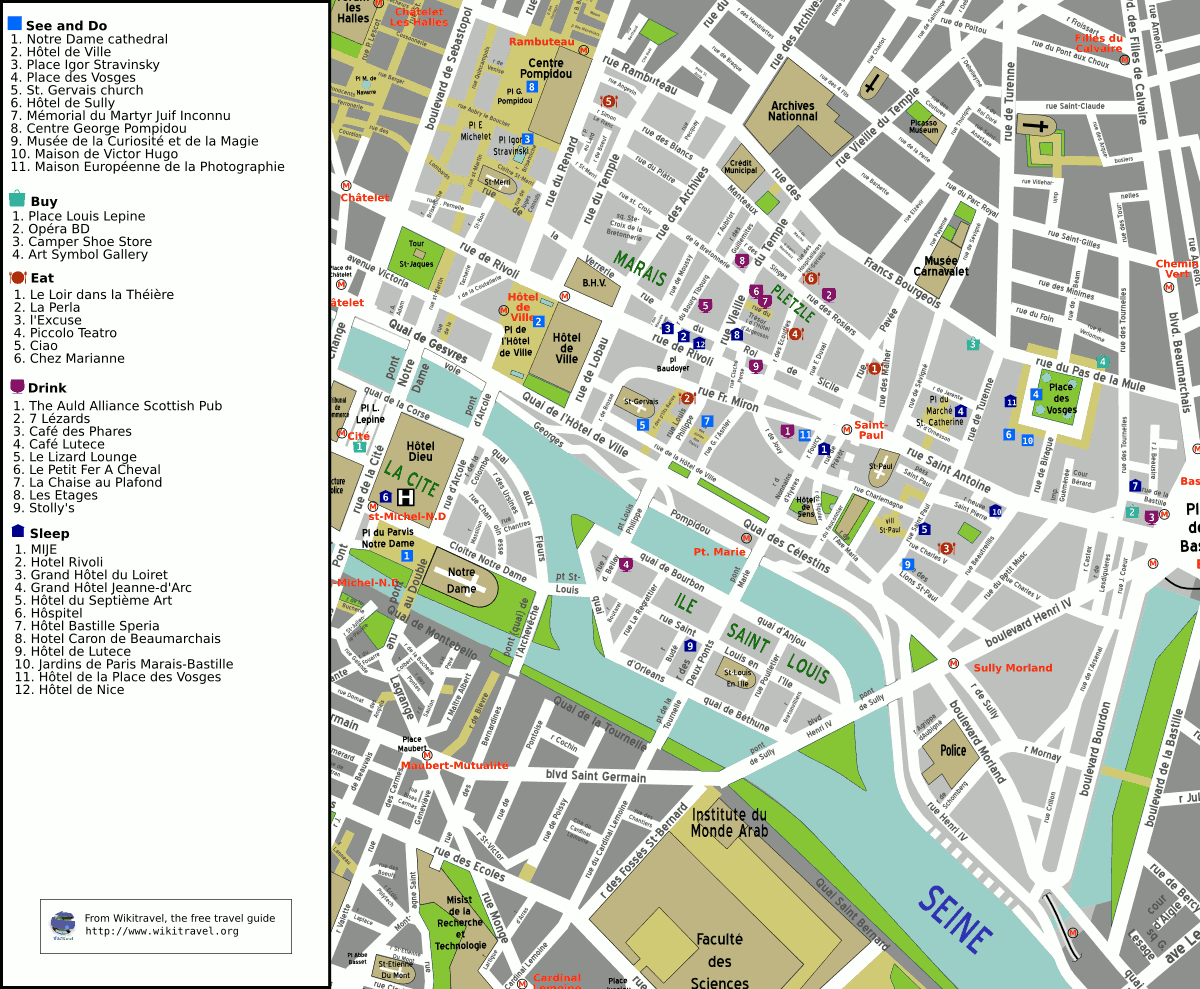
パリ・4区の詳細地図

4区は、パリのほぼ中央部に位置している。セーヌ川の北岸に面しており、シテ島の一部、サン＝ルイ島を含む。面積は1.60 平方キロメートルで、20区のうちでは2区、3区に次いで3番目に小さい。
北は、同じパリの行政区である3区に接し、ランビュトー通りやフラン＝ブルジョワ通りを境界としている。南は、セーヌ川を挟んで5区に接している。東は12区に接しているが、バスティーユ広場以北は11区に接している。
西はセバストポル大通りを境界として、1区に接している。
セーヌ川の中州では、シテ島の東部とサン＝ルイ島の全てを含んでいる。シテ島では、パレ大通りを境界として1区に接している。

### 地形
- サン＝ルイ島（Île Saint-Louis）
- シテ島（Île de la Cité）
- ルーヴィエ島（Île Louviers）
  - かつて、サン＝ルイ島の東方（上流）に位置していたセーヌ川の中洲。現在は、右岸地域と陸続きとなっている[4]。
- アルスナル港（Port de l'Arsenal）
  - あるいはアルスナル湾（Bassin de l'Arsenal）。下記サン＝マルタン運河に接続し、19区内のラ・ヴィレット貯水池に繋がる。4区・12区の境界上に位置する。4区側では、アルスナル港沿いをセーヌ河畔からバスティーユ広場までブルドン大通り(Boulevard Bourdon) が走る。アルスナル港を渡り12区内に入り、ラ・ラペ河岸通り、ディドロ大通りを進むと、すぐにリヨン駅前に出る。
- サン・マルタン運河（Canal Saint-Martin）
  - セーヌ川から入り汲んだアルスナル港から地下化し、バスティーユ広場地下を通りレピュブリック広場界隈10区に入った地点で地上化する。

### 隣接する自治体（行政区）
- パリの行政区のうち、以下の区。
  - 1区、3区、5区、11区、12区。

### 地区（カルチェ）

パリ・4区のカルチエ詳細図

パリの行政区は、それぞれ4つの地区（カルチェ）に区分されている。4区を構成する4地区のコードと名称は、次のとおりである。
- 13 - サン＝メリー地区 (Quartier Saint-Merri)
- 14 - サン＝ジェルヴェ地区 (Quartier Saint-Gervais)
- 15 - アルスナル地区 (Quartier de l'Arsenal)
- 16 - ノートル＝ダム地区 (Quartier Notre-Dame)

## 住民

### 人口
4区の人口は、パリが全20区になった直後の1861年には108,520人であったのが、
100年余りが経過した1968年には半分以下の54,029人となり、その後も減少を続けて1999年には30,675人となった。20区のうちでは1区、2区に次いで3番目に人口が少なく、1975年以降は、パリの人口の1パーセント台で推移している。2005年の推計では28,600人と見積もられており、人口の更なる減少が見込まれている。
また、人口の減少とともに人口密度も減り続けており、1999年の人口密度は、1861年の30パーセントをやや下回る19,160人となっている。20区のうちで4番目に人口密度が低く、パリの平均人口密度の0.8倍である。人口の推移の詳細は、次のとおりである。
| 年     | 区人口  | 市人口    | 区人口／市人口 | 区人口密度 | 市人口密度 | 備考         |
| ------ | ------- | --------- | -------------- | ---------- | ---------- | ------------ |
| 1861年 | 108,520 | 1,696,141 | 6.40%          | 67,783     | 19,512     | 人口最大。   |
| 1872年 | 95,003  | 1,851,792 | 5.13%          | 59,340     | 21,303     |              |
| 1936年 | 70,944  | 2,829,753 | 2.51%          | 44,312     | 32,553     |              |
| 1954年 | 66,621  | 2,850,189 | 2.34%          | 41,612     | 32,788     |              |
| 1962年 | 61,670  | 2,790,091 | 2.21%          | 38,520     | 32,097     |              |
| 1968年 | 54,029  | 2,590,771 | 2.09%          | 33,747     | 29,804     |              |
| 1975年 | 40,466  | 2,299,830 | 1.76%          | 25,275     | 26,457     |              |
| 1982年 | 33,990  | 2,176,243 | 1.56%          | 21,230     | 25,035     |              |
| 1990年 | 32,226  | 2,152,423 | 1.50%          | 20,129     | 24,761     |              |
| 1999年 | 30,675  | 2,125,246 | 1.44%          | 19,160     | 24,449     |              |
| 2005年 | 28,600  | 2,166,200 | 1.32%          | 17,864     | 24,920     | 人口は推計。 |

- 注意
  - 人口密度は、1平方キロメートルあたりの人口。区人口密度は、4区の面積を1.601平方キロメートルとして算出した。また、市人口密度は、森林部（ヴァンセンヌの森、ブローニュの森）を除くパリ市全体の面積（86.927平方キロメートル）をもとに算出した。
  - 1962年から1999年までの区人口及び市人口は、フランス国立統計経済研究所のデータ （Île-de-France ）を参考とした。

## 政治・行政・司法

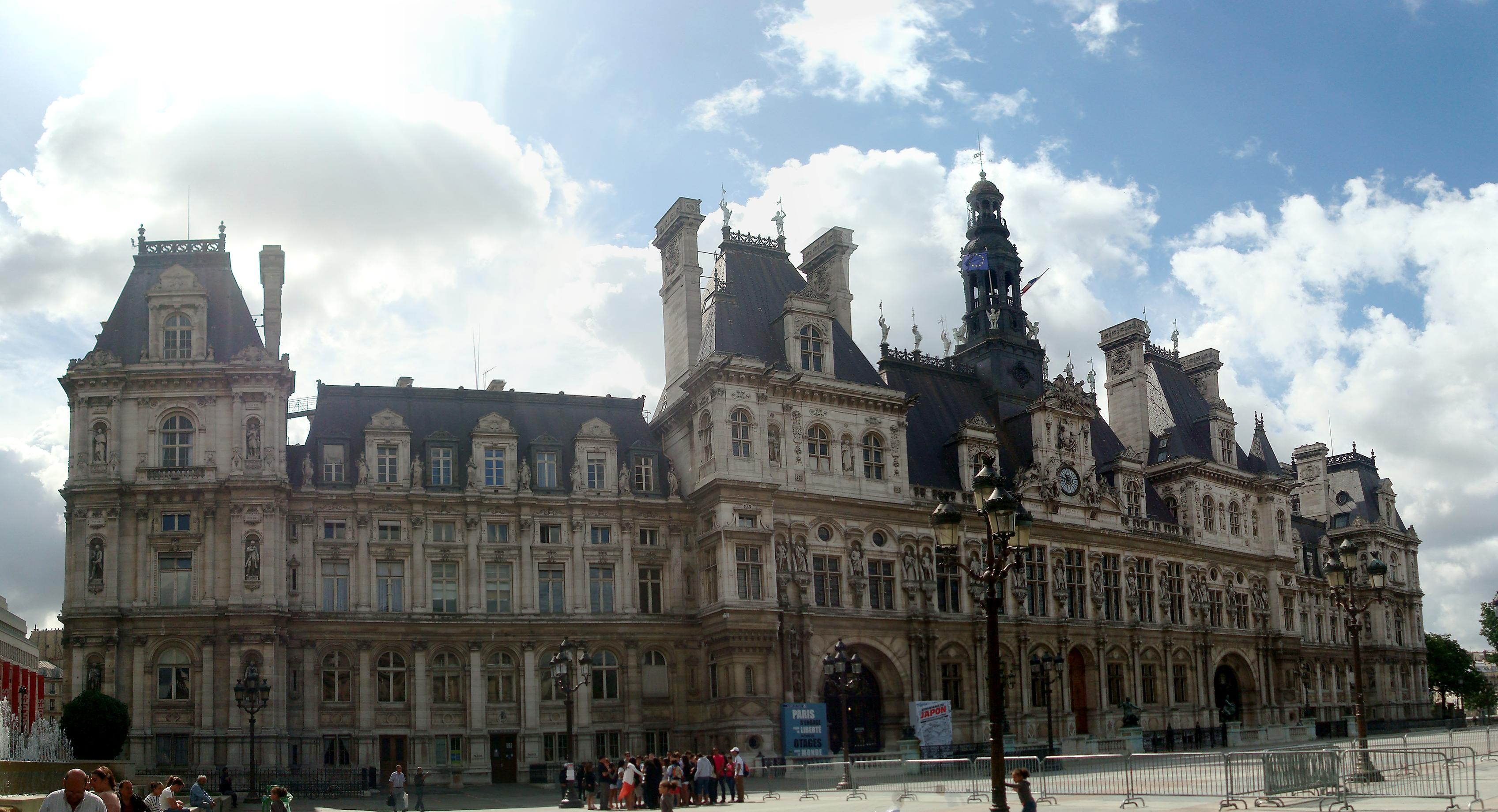
パリ市庁舎とパリ市庁舎前広場

### 主な官公庁・公共機関
- パリ行政控訴院 （Cour Administrative d'Appel de Paris）
- パリ行政裁判所 （Tribunal Administratif de Paris）
- パリ商事裁判所 （Tribunal de Commerce de Paris） - シテ島にある。
- パリ警視庁 (Préfecture de Police) - シテ島にある。
- パリ市役所 (Mairie de Paris) - 市庁舎は「オテル・ド・ヴィル・ド・パリ」と呼ばれている。

- 第4区役所 （Mairie du 4e arrondissement） - パリ市役所の東側界隈にある。

## 経済

### 主な店舗・商業施設
- ル・BHV・マレ（ル・ベー・アッシュ・ヴェー・マレ、Le BHV Marais）
  - パリ市庁舎 (l'Hôtel de Ville) 界隈4区リヴォリ通り (rue de Rivoli) 52番地にあるギャルリー・ラファイエット傘下の百貨店。「Le Bazar de l'Hôtel de Ville」もしくは「BHV」と呼ばれてきたが、2013年から公式には「Le BHV Marais」。
- フランプリ（マルシェ・フランプリ, Marché Franprix）
  - 4区内だとブール・ティブール通り (Rue du Bourg Tibourg) 20番地、ヴェルリ通り (Rue de la Verrerie) 81-83番地など、パリ市内各所にある手頃な価格帯で販売するスーパーマーケット。同業他社に、カルフール、モノプリ (Monoprix)、ジェー・ヴァン (G20)･･等がある。その他、7区セーヴル通り (Rue de Sèvres) 38番地、16区パッシー通り (Rue de Passy) 80番地にあるラ・グランド・エピスリー・ド・パリ (La Grande Epicerie de Paris) は、ボン・マルシェ百貨店系列の高級食品スーパーになる。

コスメ・ファッション
- セフォラ（Sephora）
  - 8区シャンゼリゼ大通り70-72番地、サン＝ミッシェル広場近く6区サン＝ジェルマン大通り79番地、パリ市庁舎界隈リヴォリ通り66番地、ギャルリー・ラファイエット向かい9区オスマン大通り (Boulevard Haussmann) 20-23番地以外にもパリ市内各所に路面店等がある。
- カール・ラガーフェルド（Karl Lagerfeld）
  - 7区サン＝ジェルマン大通り194番地のほか、1区サントノーレ通りのコレット内、マレ地区界隈4区ヴィエイユ・デュ・タンプル通り (Rue Vieille du Temple) 25番地、シャンゼリゼ通り界隈マーブフ通り (Rue Marbeuf) 38番地等に店舗があるファッションブランド。
- ザディグ・エ・ヴォルテール（Zadig & Voltaire）
  - 4区ブール・ティブール通り22番地、16区パッシー通りや1区サントノーレ通りはじめパリ市内各所、日本では東京の南青山や銀座など国内外に多店舗展開しているファッションブランド。

パティスリーその他
- ベルティヨン（ベルティヨン・グラシェ, Berthillon Glacier）
  - パリで人気のアイスクリーム店で、日本その他からの観光客も多く来店する。狭い区画ながらパリの最高級住宅街とされるサン＝ルイ島の東西を走るサン＝ルイ・アン・リル通り (Rue Saint-Louis en l'Île) 29-31番地にある。
- マリアージュ・フレール（マリアージュ・フレール・テ・フランセ, Mariage Frères Thè Français）
  - フランス式の紅茶などの茶葉専門店、サロン・ド・テ。4区ブール・ティブール通り35番地に本店があり、8区マドレーヌ広場などパリ市内各所にある。東京の銀座や南青山等にも路面店等がある。

## 健康・福祉

### 保健・医療
- オテル＝デュー・パリ (パリ市立病院、Hôtel-Dieu de Paris) – シテ島にあるパリ最古の病院。その創立は651年と伝えられている [5]。

## 学術・研究

### 研究施設
- 音響音楽研究所 （イルカム、Institut de recherche et coordination acoustique/musique (IRCAM)） - ポンピドゥー・センターの別棟にある研究施設。

## 教育

### 高等学校
- リセ・シャルルマーニュ （Lycée Charlemagne） - シャルルマーニュ通り (Rue Charlemagne) 14番地に所在する。

## 文化施設

### 美術館・博物館
- クオック・オン美術館 （Musée Kwok On）
- 国立近代美術館 (Musée national d'Art moderne)
  - ポンピドゥー・センター 内にある。
- ヴィクトル・ユーゴー記念館 （メゾン・ド・ヴィクトル・ユーゴー、Maison de Victor Hugo [6]
  - ヴィクトル・ユーゴーの旧宅を改造し、ゆかりの品々を展示している。ヴォージュ広場の南側に位置している。
- ポンピドゥー・センター (ジョルジュ・ポンピドゥー国立芸術文化センター、Centre national d'art et de culture Georges-Pompidou)
  - 多目的スペース（地下1、1、2階）、公共情報図書館（2、3、4階）、国立近代美術館（5、6、7階）、音響音楽研究所（別棟）を含む総合文化施設である。
- マジック博物館 (Musée de la Magie)
- ヨーロッパ写真美術館 (Maison européenne de la photographie)

### 映画館・劇場
- パリ市立劇場 （Théâtre de la Ville）

### その他
- アルスナル図書館 （Bibliothèque de l'Arsenal）
- 公共情報図書館 （Bibliothèque publique d'information (BPI)）
  - 上記ポンピドゥー・センター内にある。
- パリ市立史料館 （Bibliothèque Historique de la Ville de Paris）
  - ラモワニョン館を史料館として使用している。
- フォルネイ図書館（Bibliothèque Forney）
  - サンス館 内にある[7]。
- 哲学カフェ
  - バスティーユ広場の4区側にあるカフェ・デ・ファール (Café des Phares) で開かれる哲学談議。

## 宗教施設

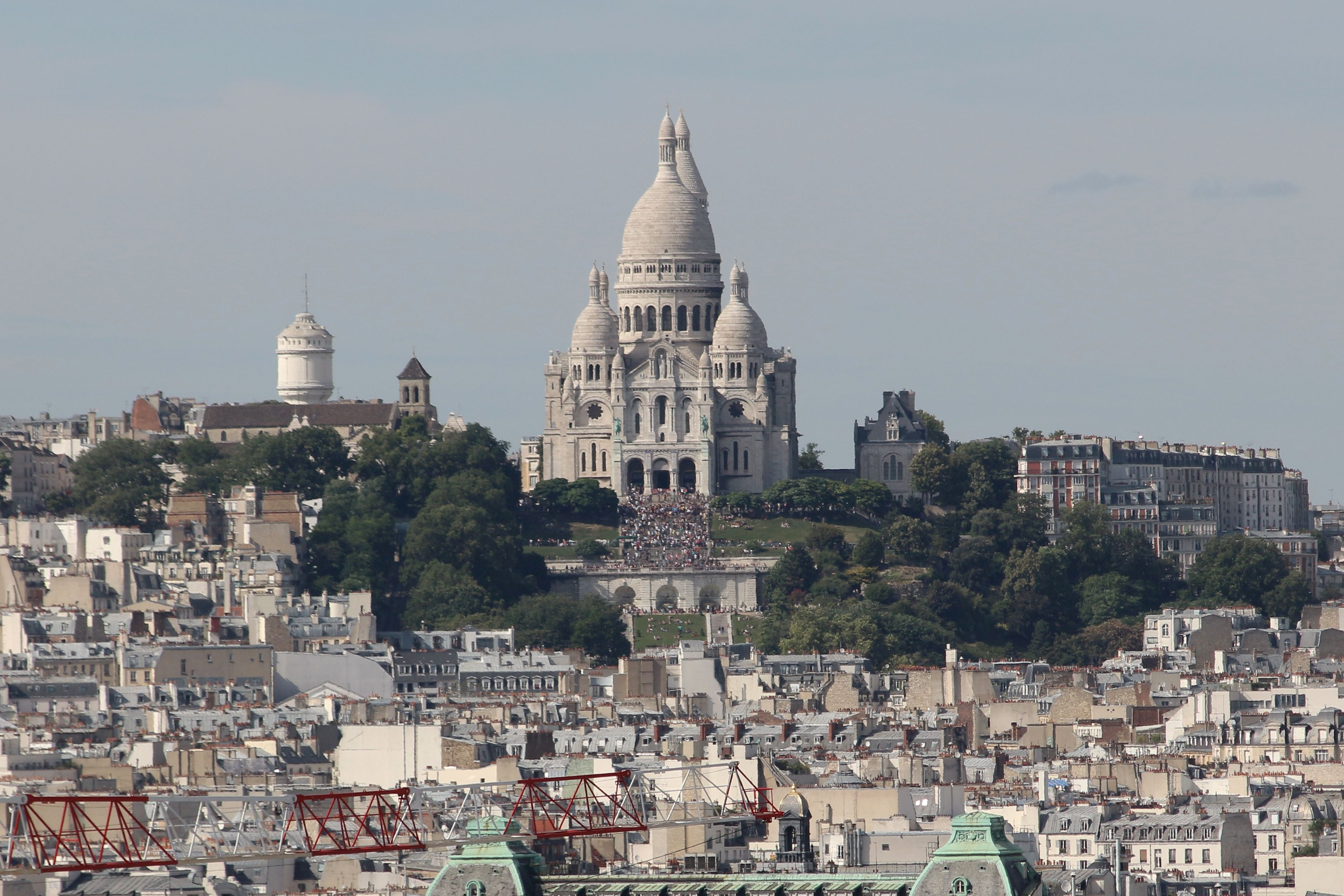
サクレ・クール寺院、サン＝ジャック塔 (Tour Saint-Jacques) からの眺め
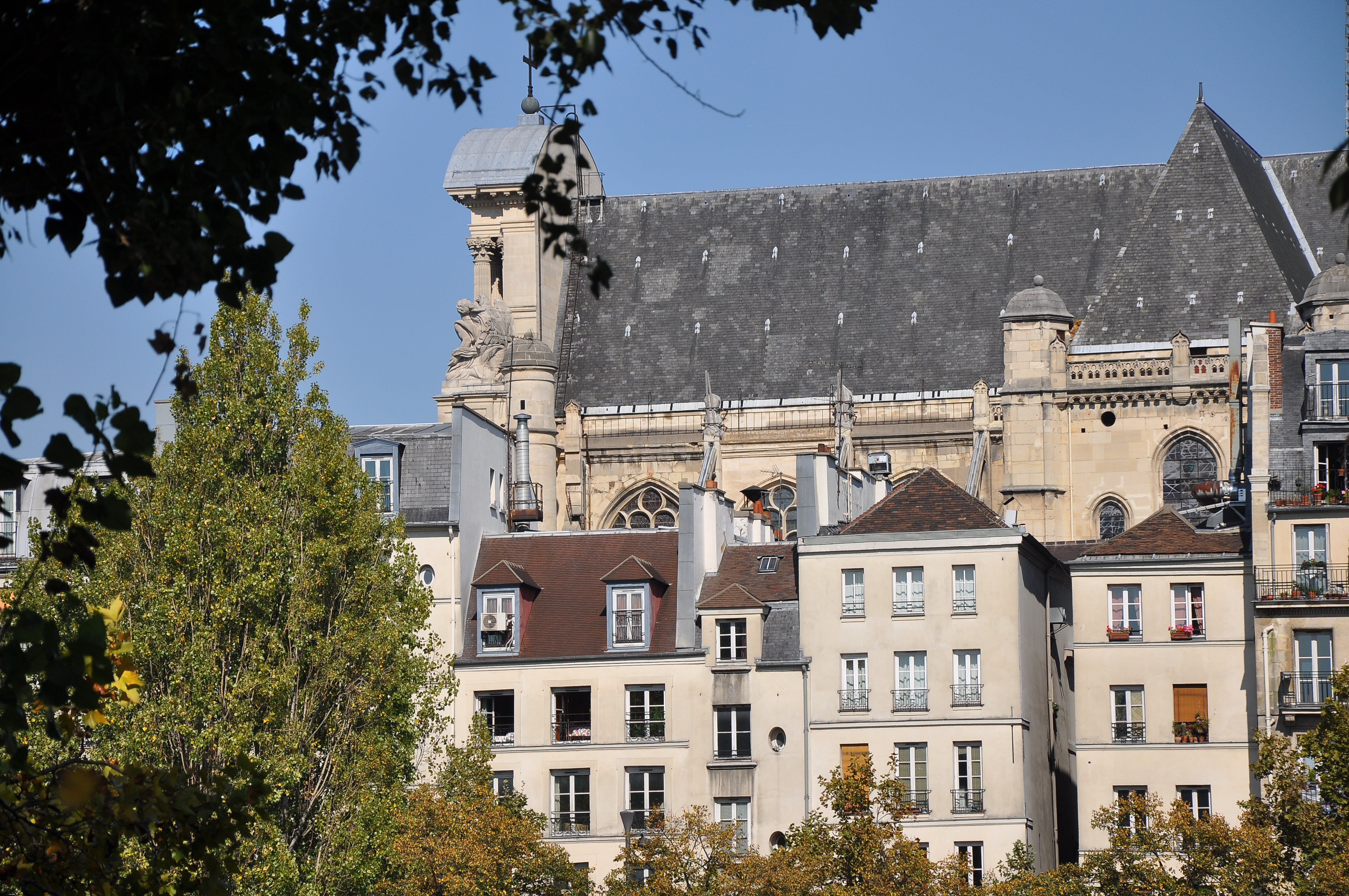
サン＝ジェルヴェの山 (丘, Monceau Saint-Gervais) にあるサン＝ジェルヴェ＝サン＝プロテ教会, サン＝ルイ島からの眺め
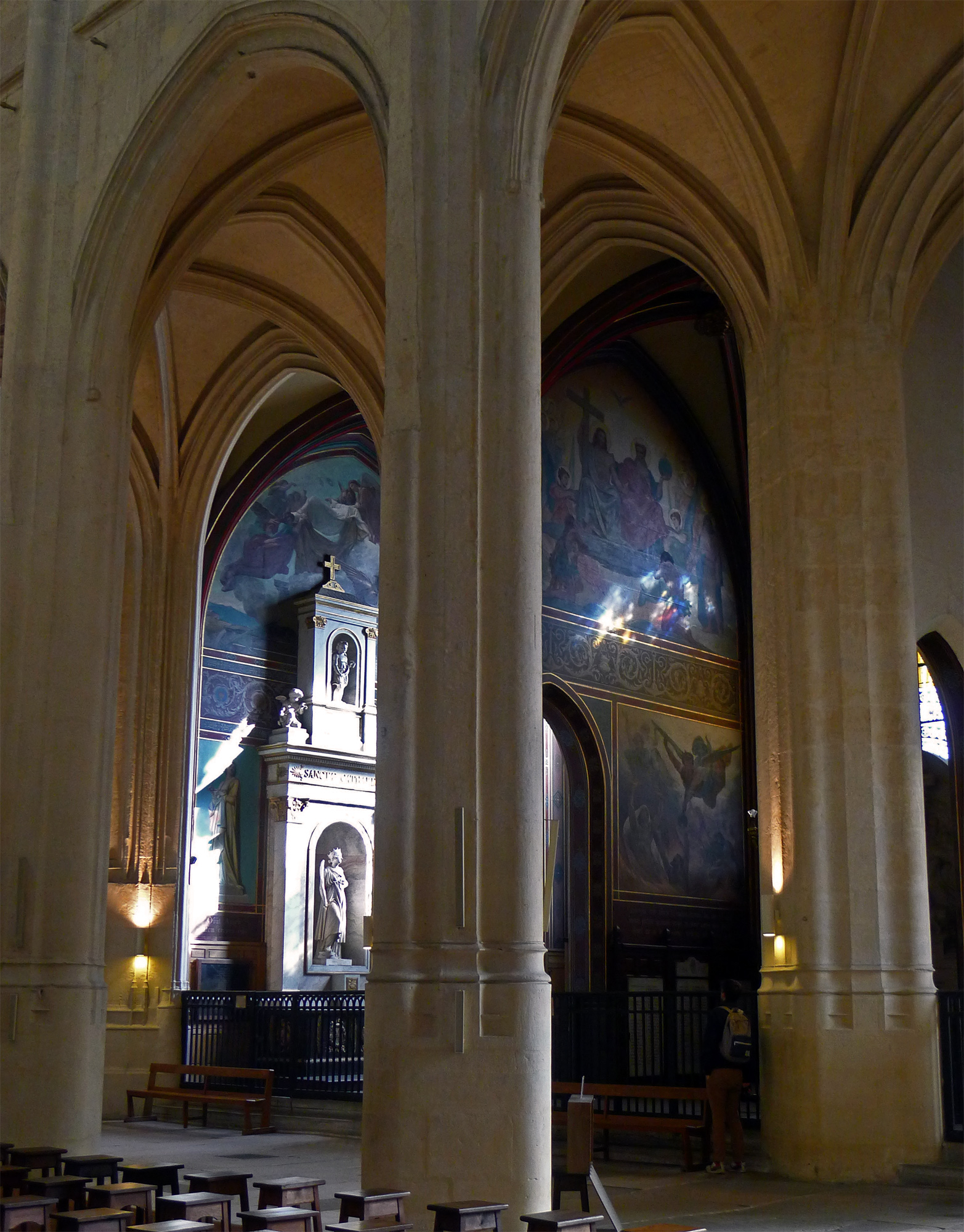
サン＝ジェルヴェ＝サン＝プロテ教会, クワイヤないし身廊から見る内陣 (Église Saint-Gervais-Saint-Protais, Chapelles vues du choeur)
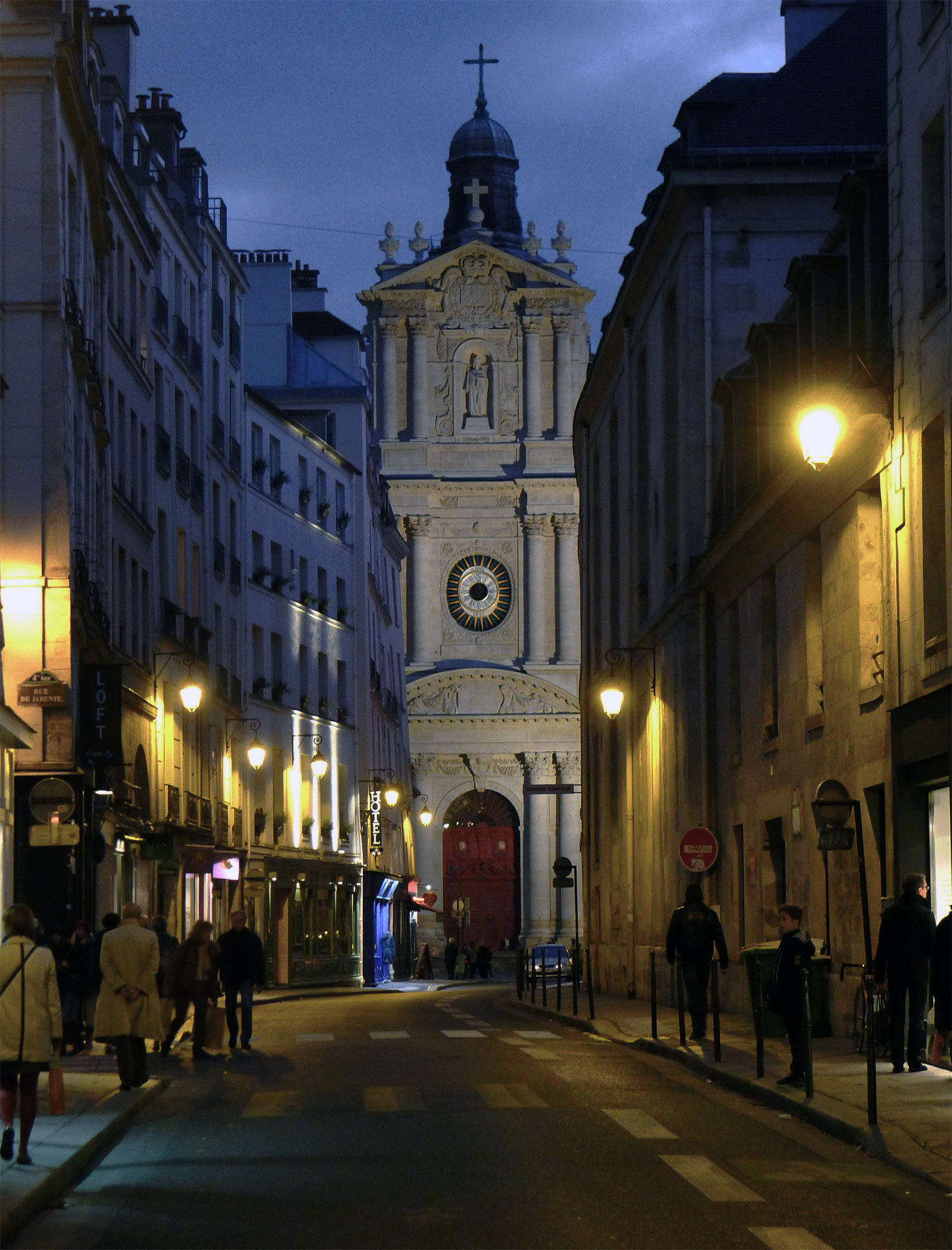
セヴィニェ通り (Rue de Sévigné) から見るサン=ポール=サン=ルイ教会 (Église Saint-Paul-Saint-Louis)
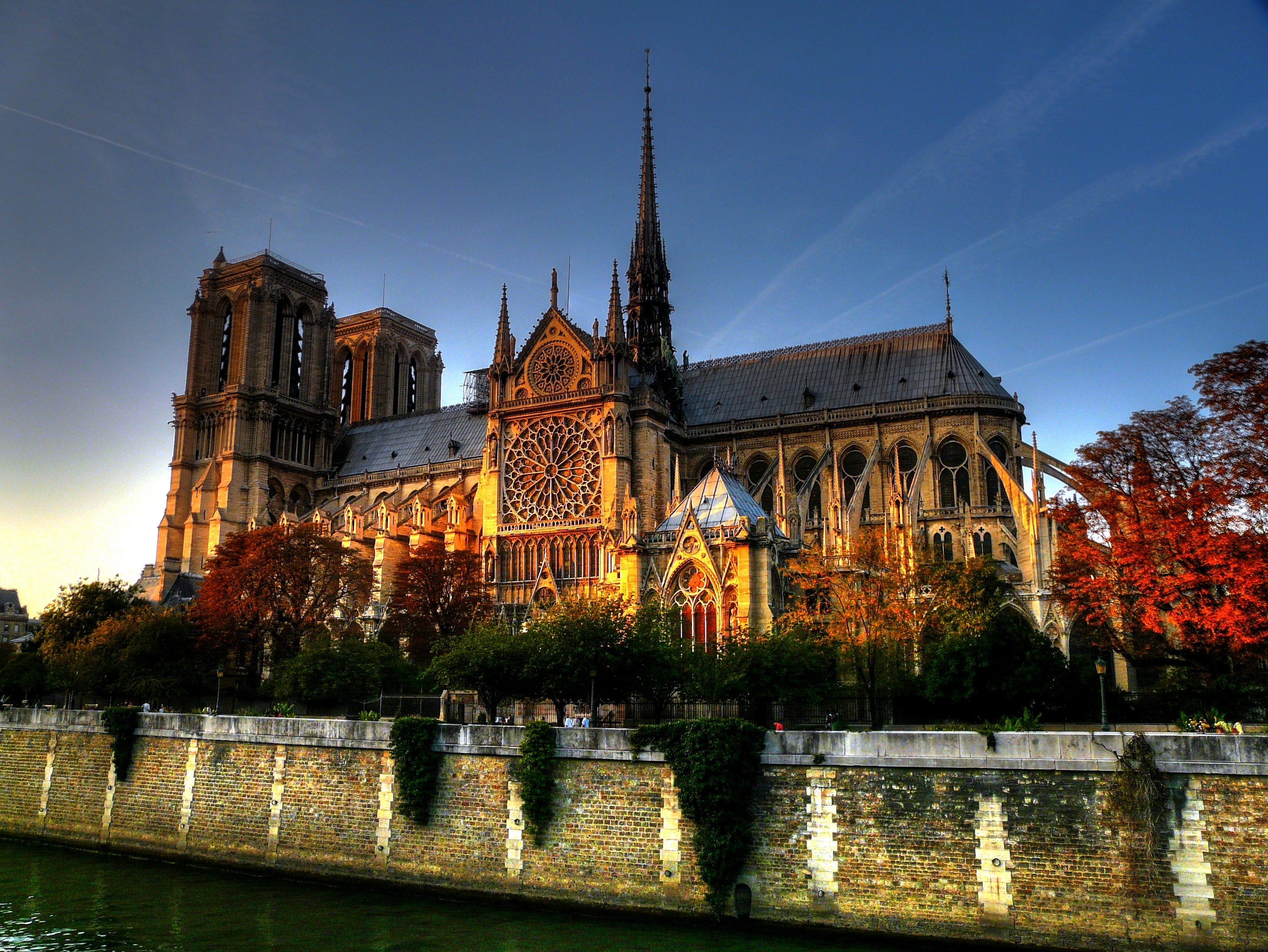
ノートルダム・ド・パリ
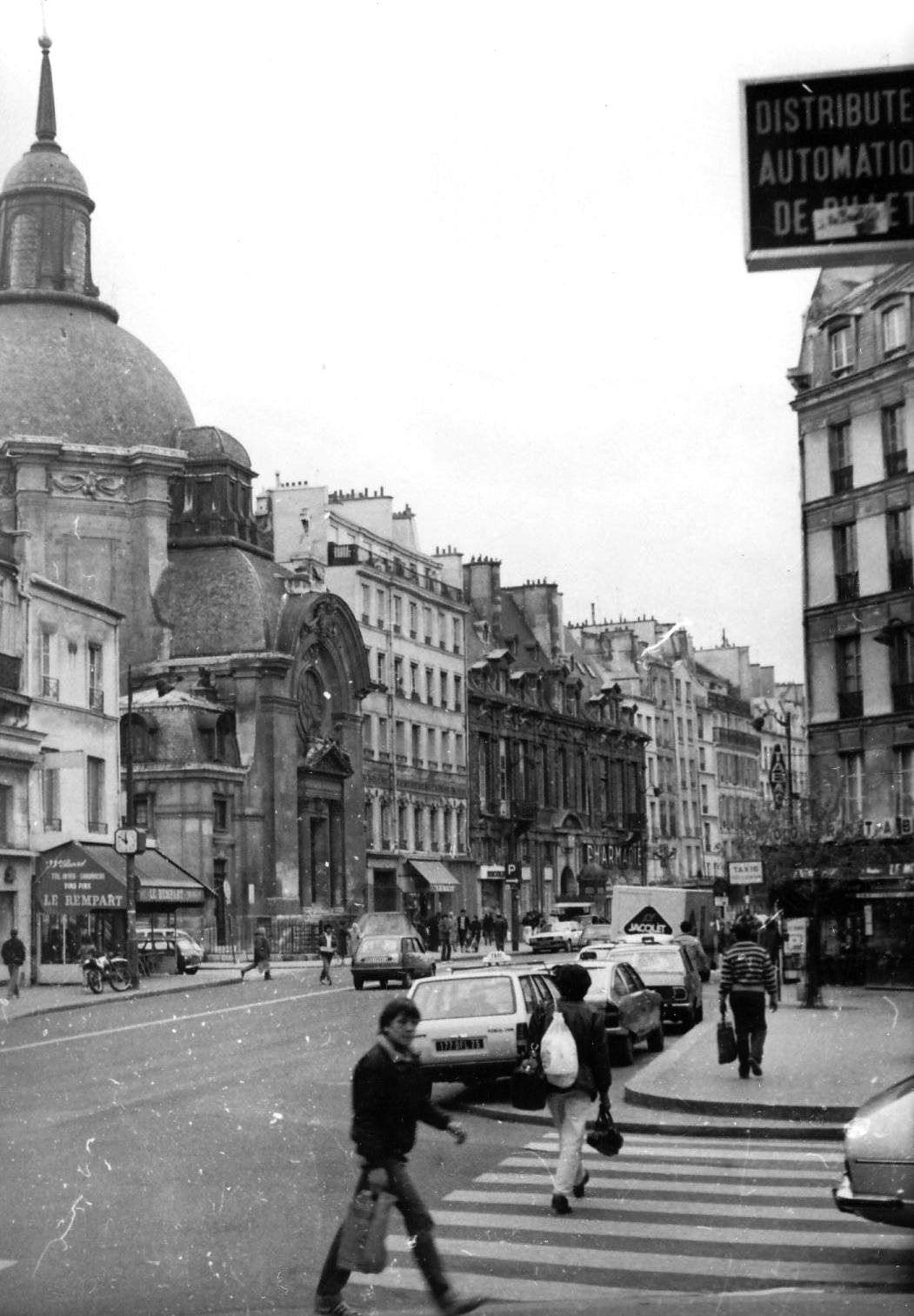
マレ寺院, 奥の燻った建物は小学校〜高校課程の私立リセ・デ・フラン＝ブルジョワが入るマイエンヌ館. サンタントワーヌ通り, 1981年 (Rue Saint Antoine, 1981 : マレ寺院(fr). Plus loin, l'hôtel de Mayenne (Lycée des Francs-Bourgeois).)

### 教会・寺院
- サン＝ジャック塔 (Tour Saint-Jacques)
  - フランス革命中に破壊されたサン＝ジャック＝ド＝ラ＝ブッシェリー教会（Église Saint-Jacques-de-la-Boucherie）の遺物 [8]。
- サン＝ジェルヴェ＝サン＝プロテ教会 (Église Saint-Gervais-Saint-Protais)
- サン＝ポール＝サン＝ルイ教会 (Église Saint-Paul-Saint-Louis)
- サン＝メリー教会 (Église Saint-Merri)
- サン＝ルイ＝アン＝リル教会 (Église Saint-Louis-en-l'Île)
  - サン＝ルイ島にある。
- ノートルダム大聖堂 (Cathédrale Notre-Dame de Paris)
  - シテ島にある。
- ビレット修道院教会 (Cloître et église des Billettes)
  - 初期建物は1294年に建築された。
- マレ寺院 (Temple du Marais)

## 観光・憩い

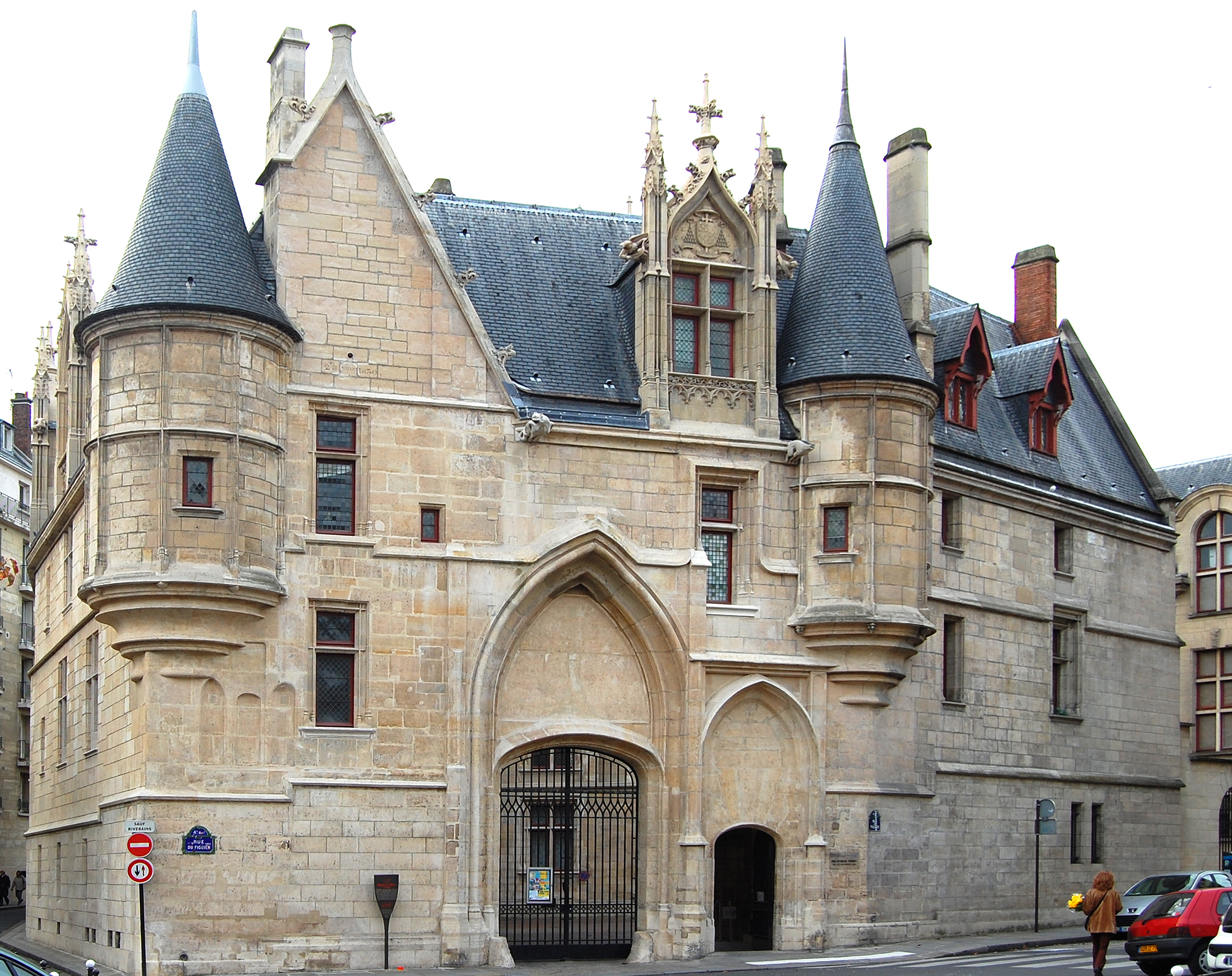
オテル・ド・サンス (Hôtel de Sens, Marais, Paris)
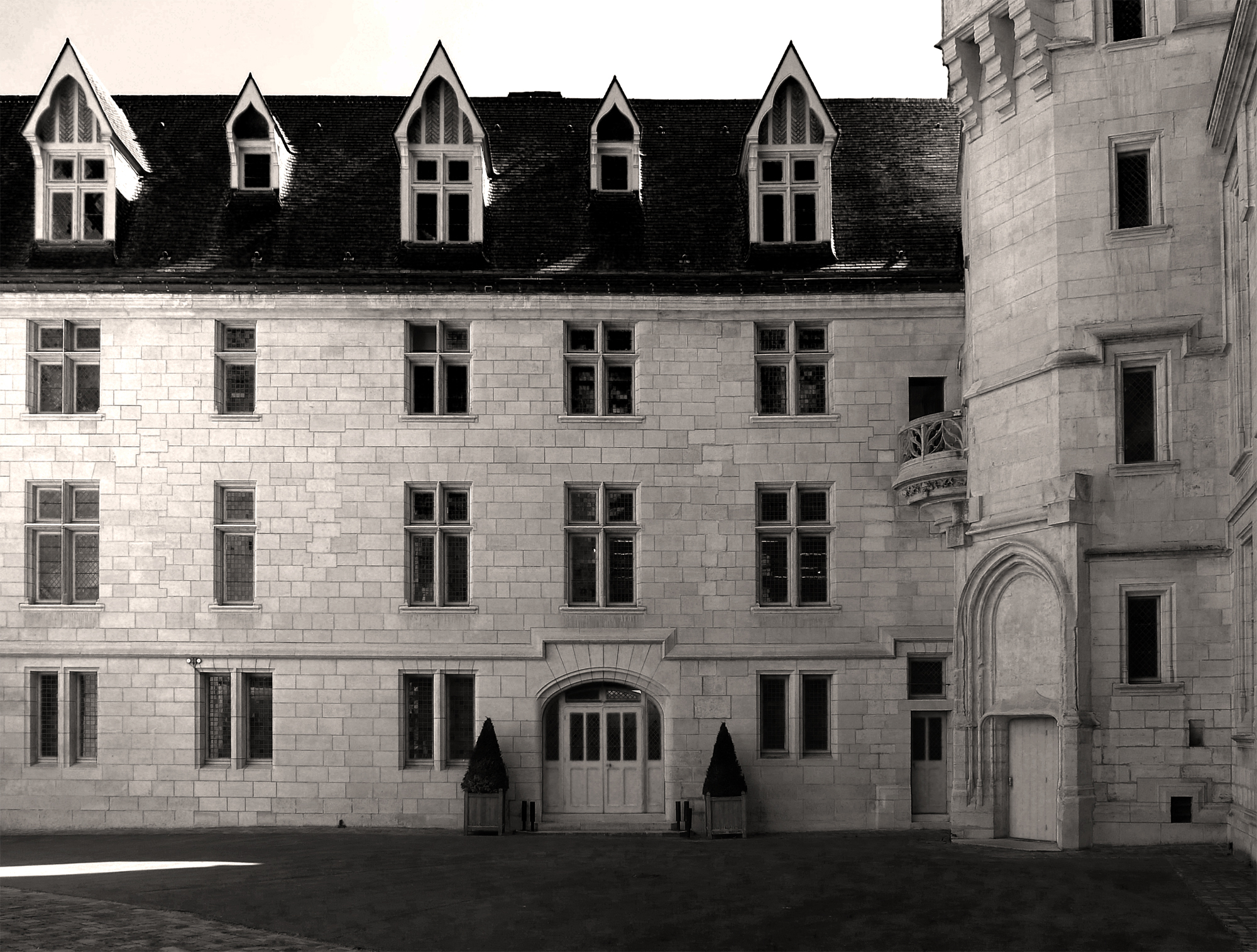
同サンス館中庭 (Cour de l'hôtel de Sens)
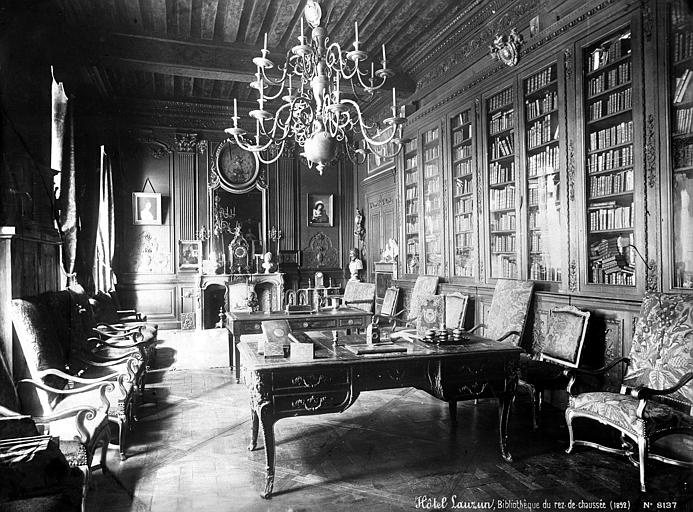
オテル・ド・ロザン (Hôtel de Lauzun)
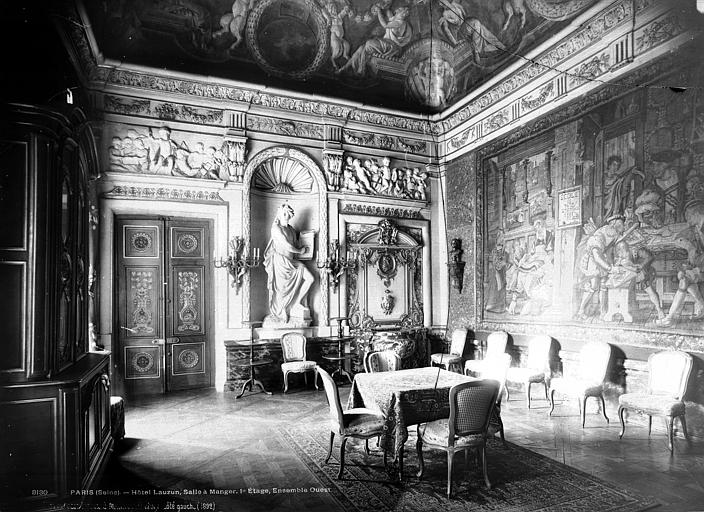
同ロザン館
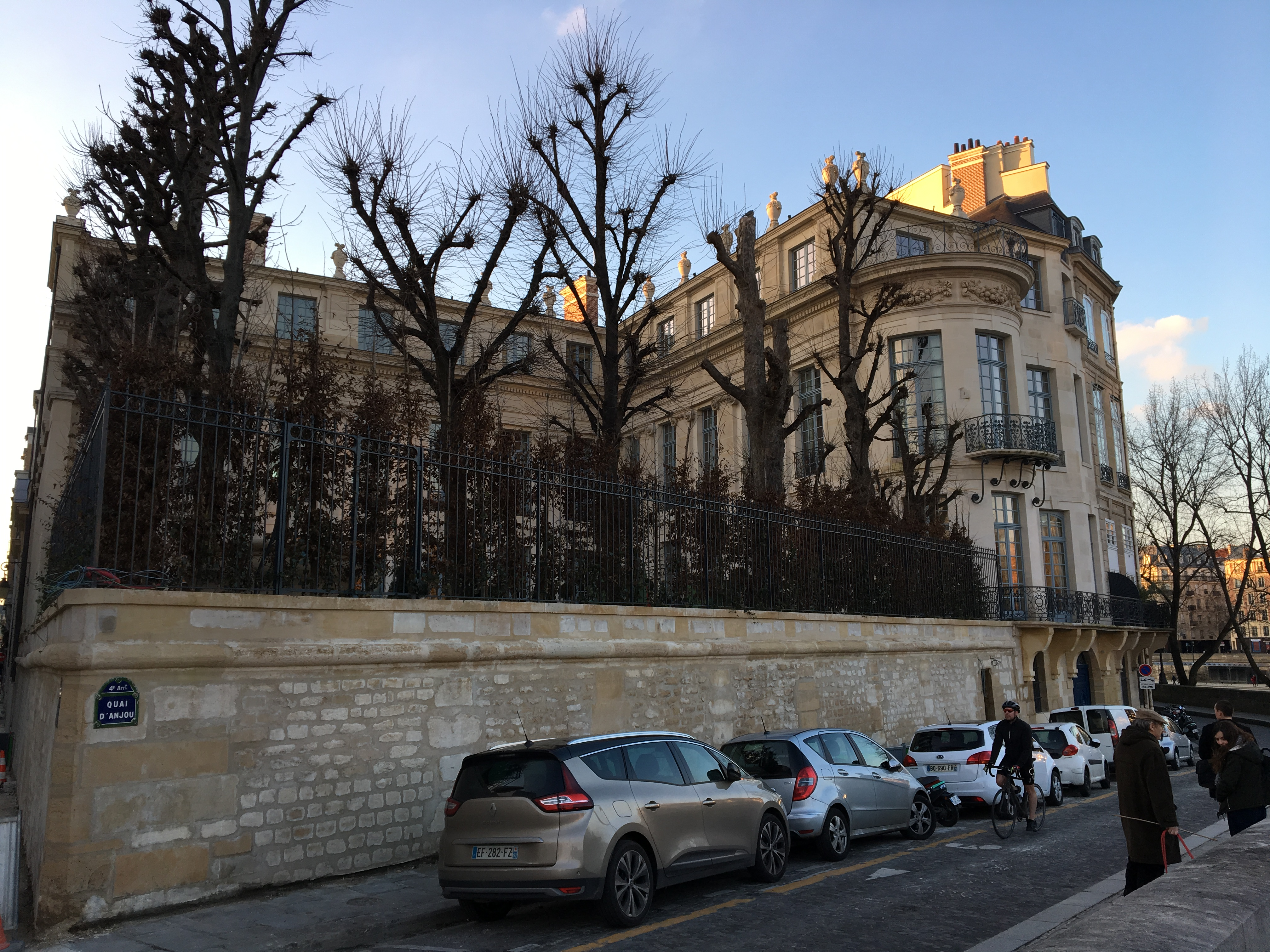
オテル・ランベール (Hôtel Lambert)
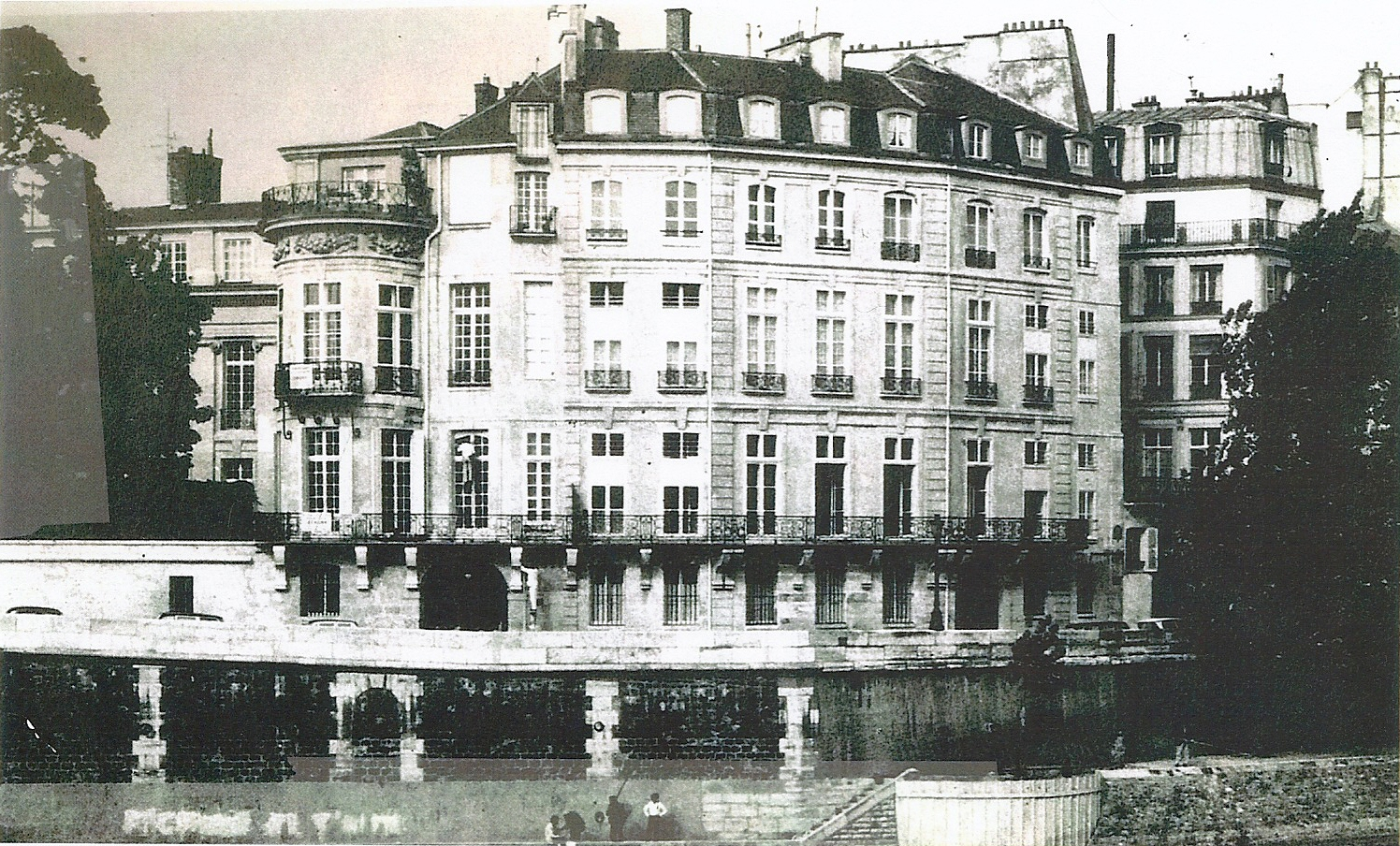
同ランベール館
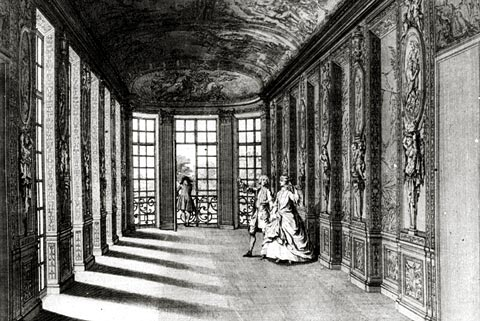
蘭画家ベルナール・ピカール (fr), Hôtel Lambert, 1713-1719年制作
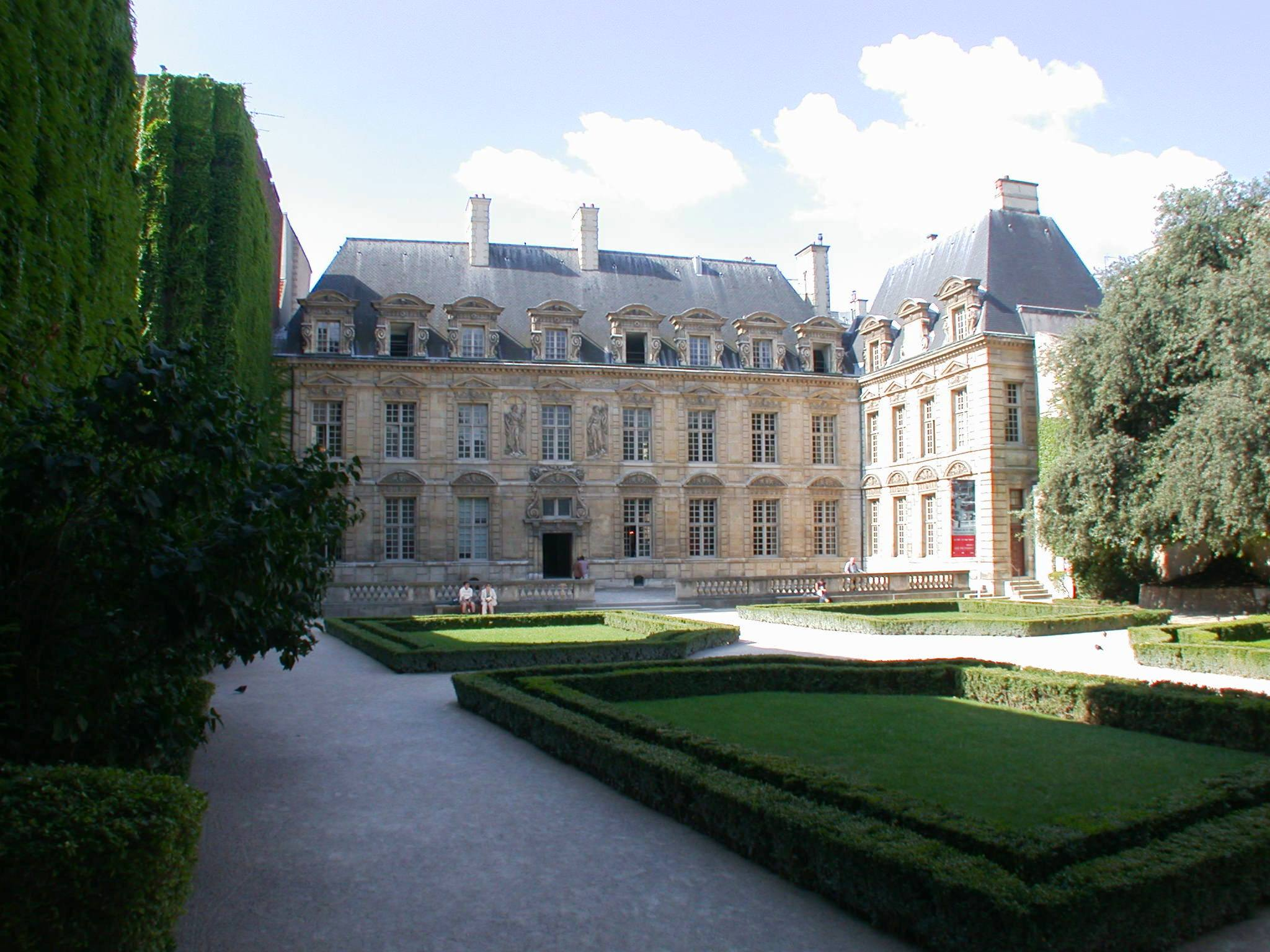
オテル・ド・シュリー (Hôtel de Sully)。かつて世界初のビジネス学校ESCP EUROPEが入居していた。
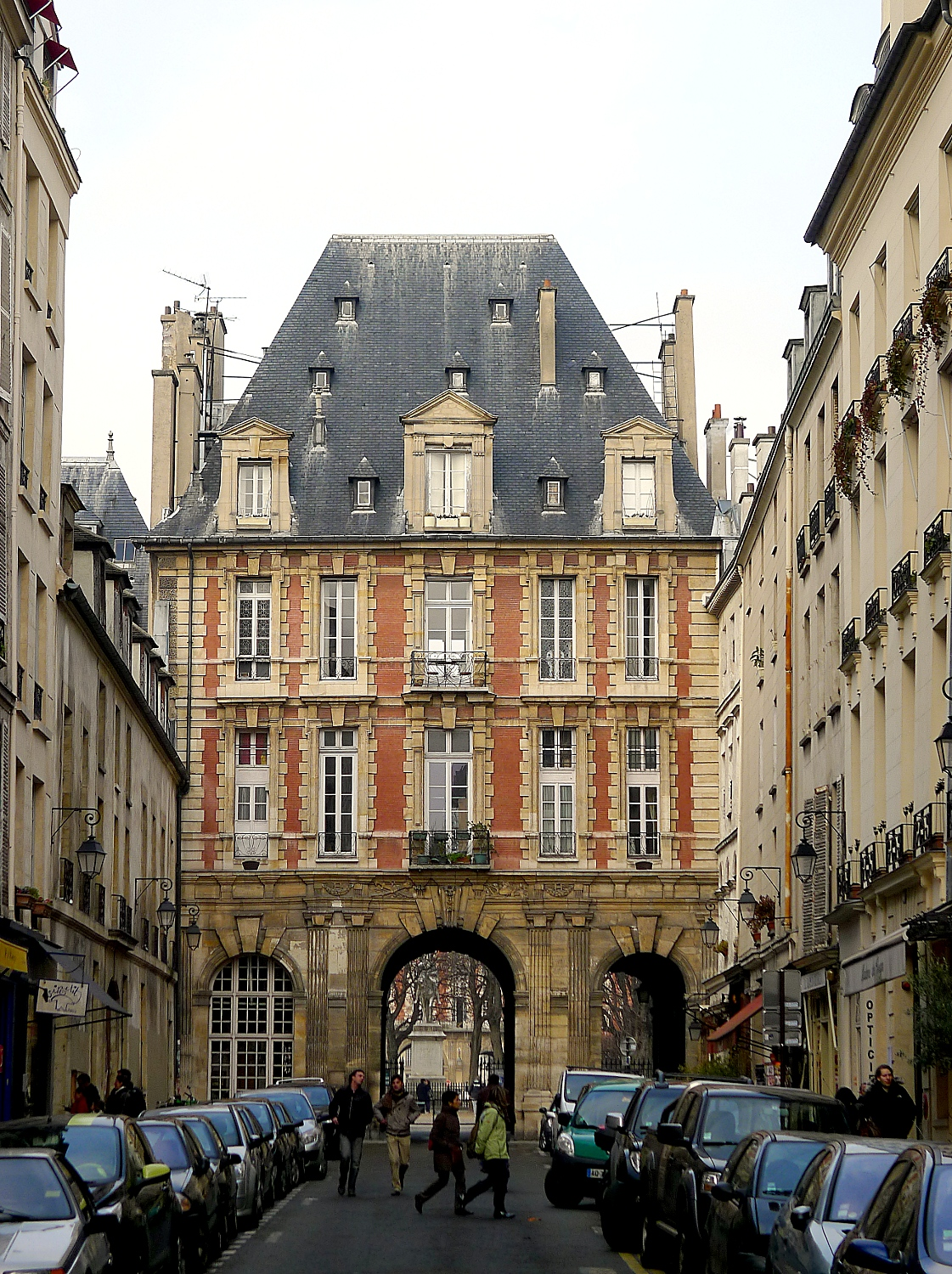
パヴィヨン・デュ・ロワ (王の館, Pavillon du Roi, rue de Birague, vue de la rue Saint-Antoine.)
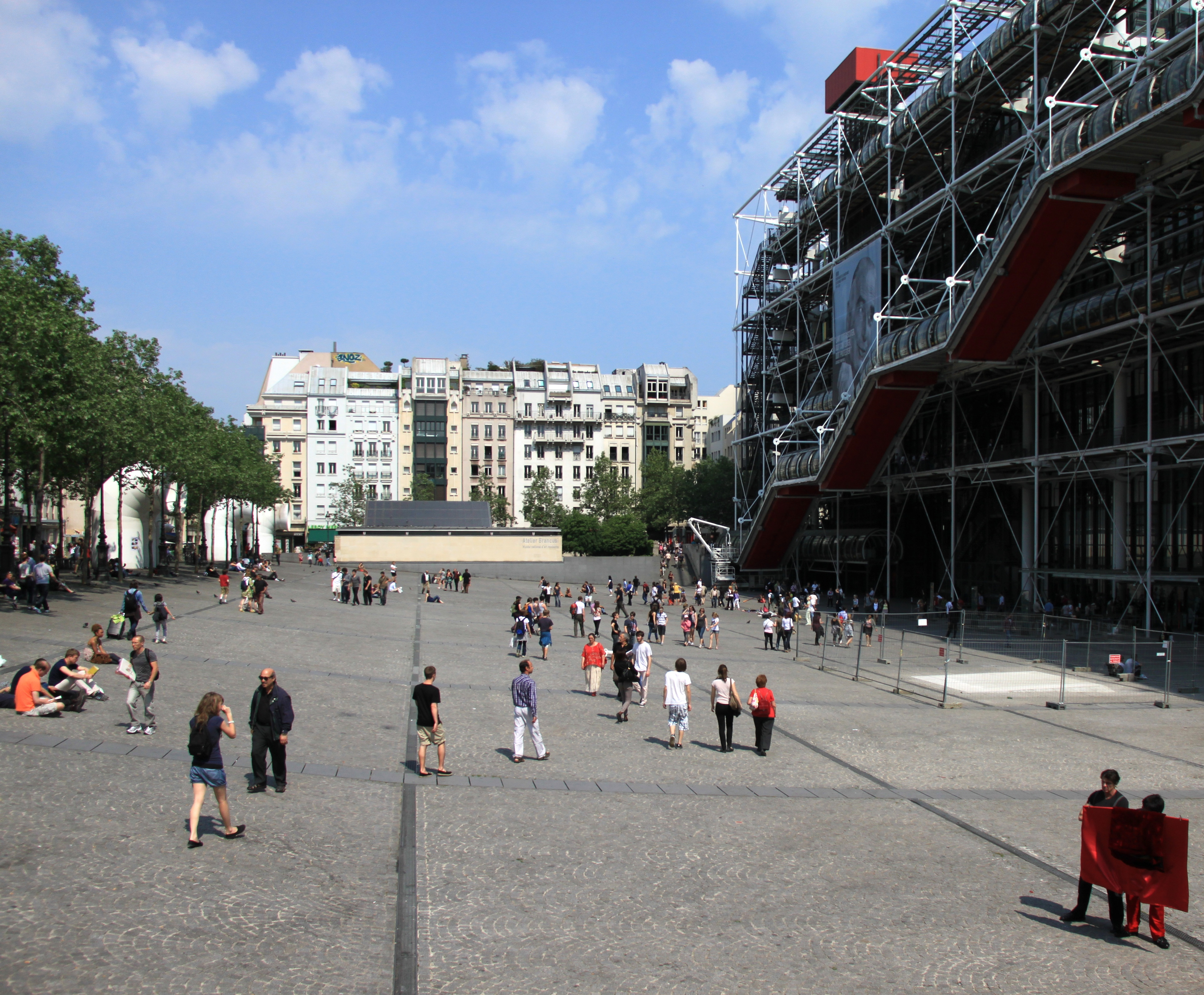
ポンピドゥーセンター前ジョルジュ＝ポンピドゥー広場 (Place Georges-Pompidou)
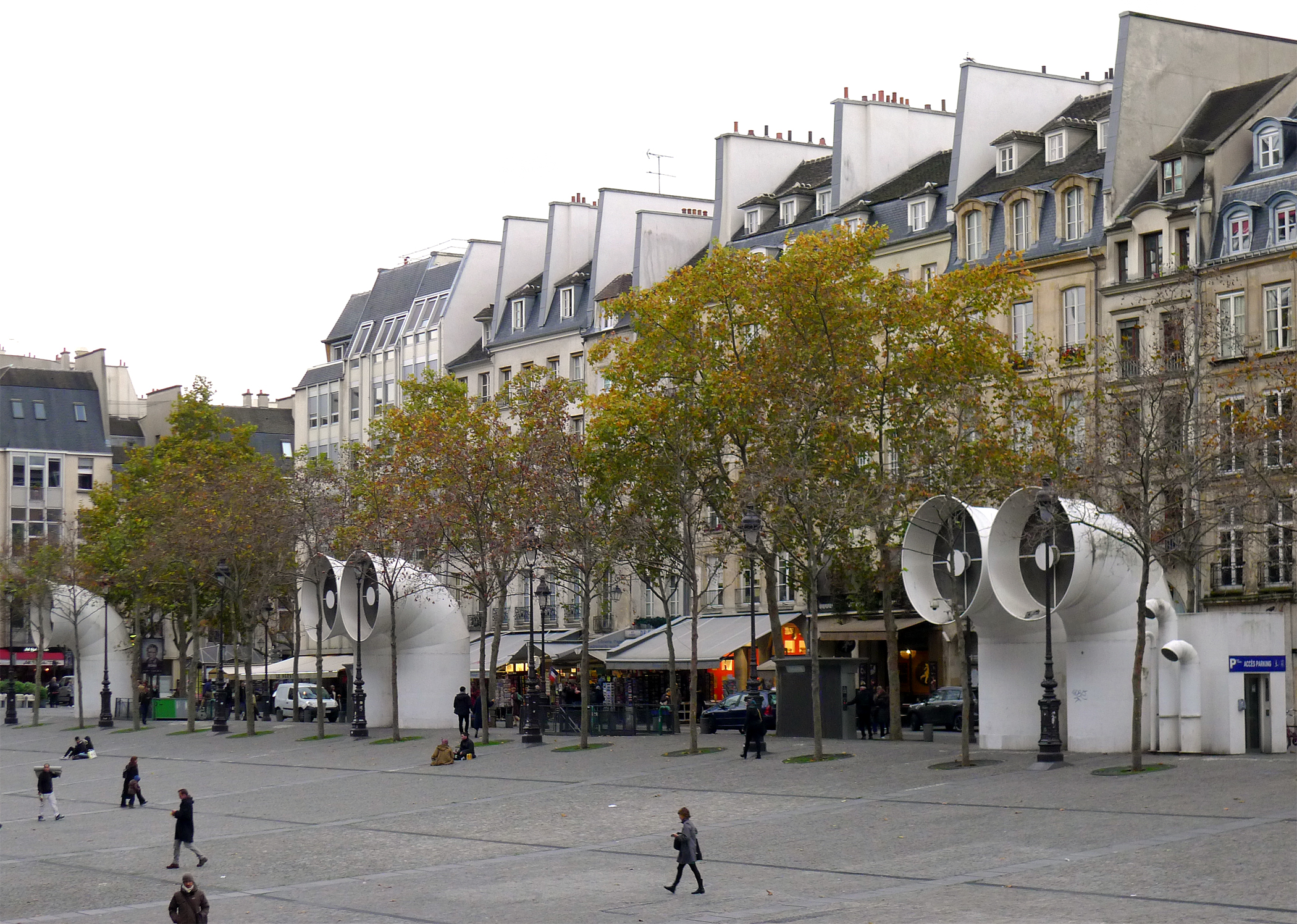
同ジョルジュ＝ポンピドゥー広場
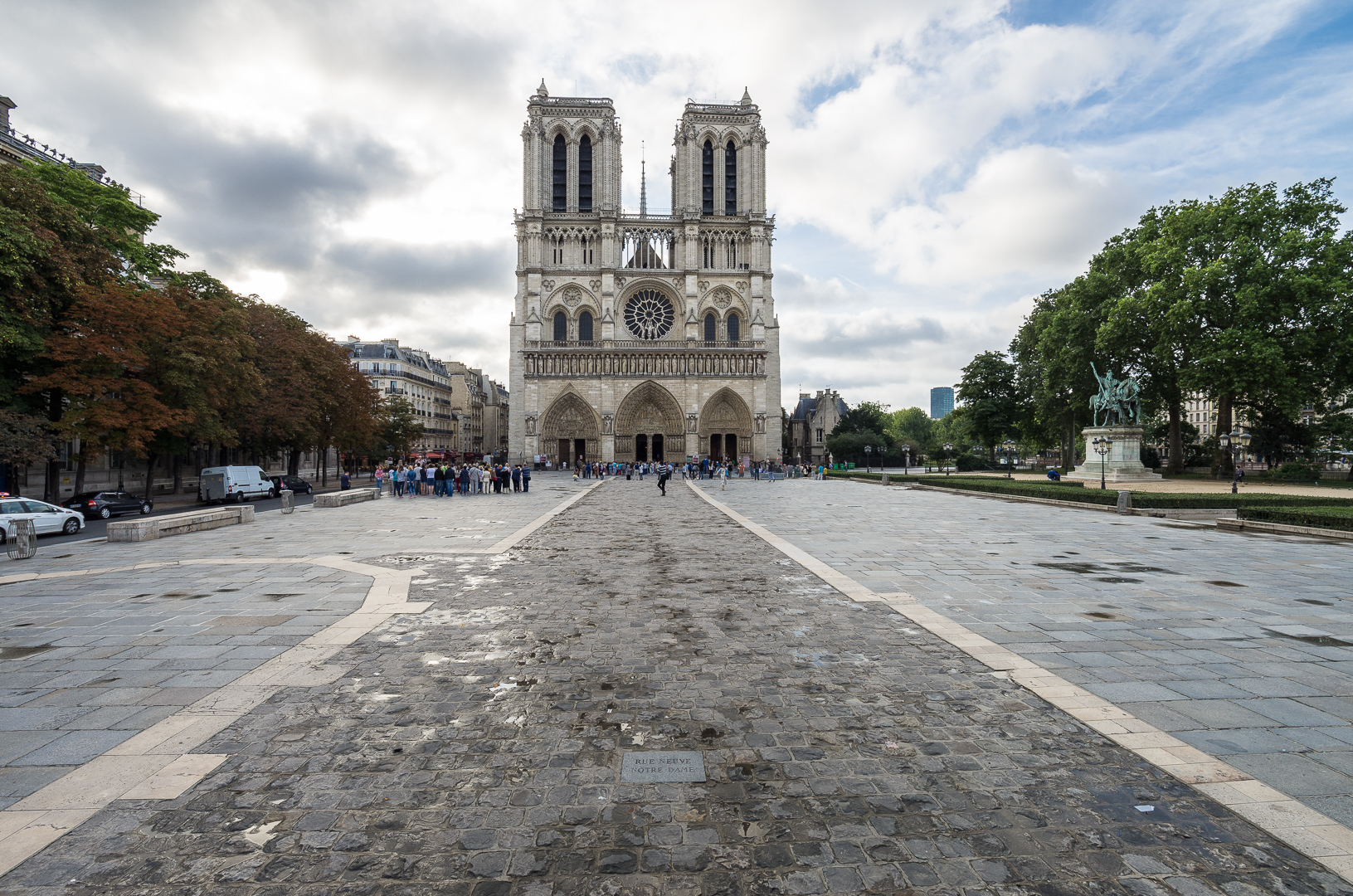
ノートルダム大通路＝ジャン＝ポール2世広場 (Parvis Notre-Dame - place Jean-Paul-II)
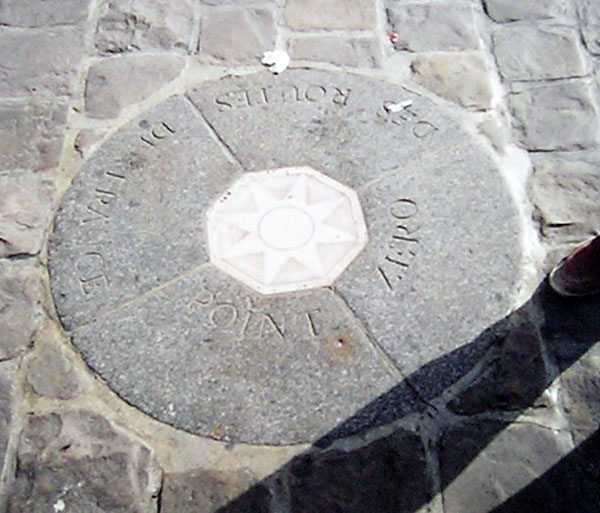
ノートルダム・ド・パリ前のゼロ地点の道路元標
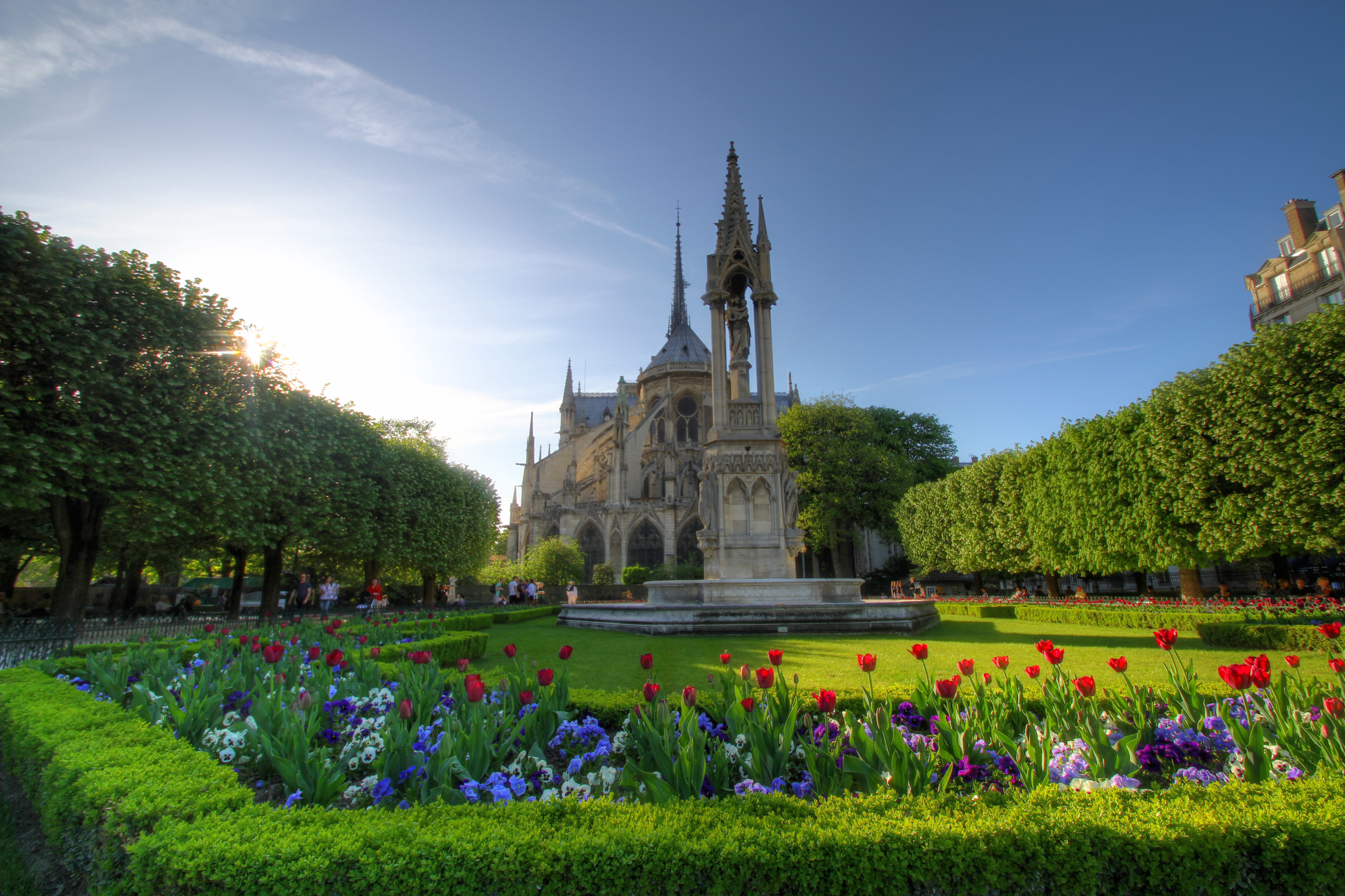
ジャン23世公園 (ヨハネ23世公園, Square Jean-XXIII). 背景はヴィエージュの噴水(Fontaine de la Vierge) とノートルダム・ド・パリ
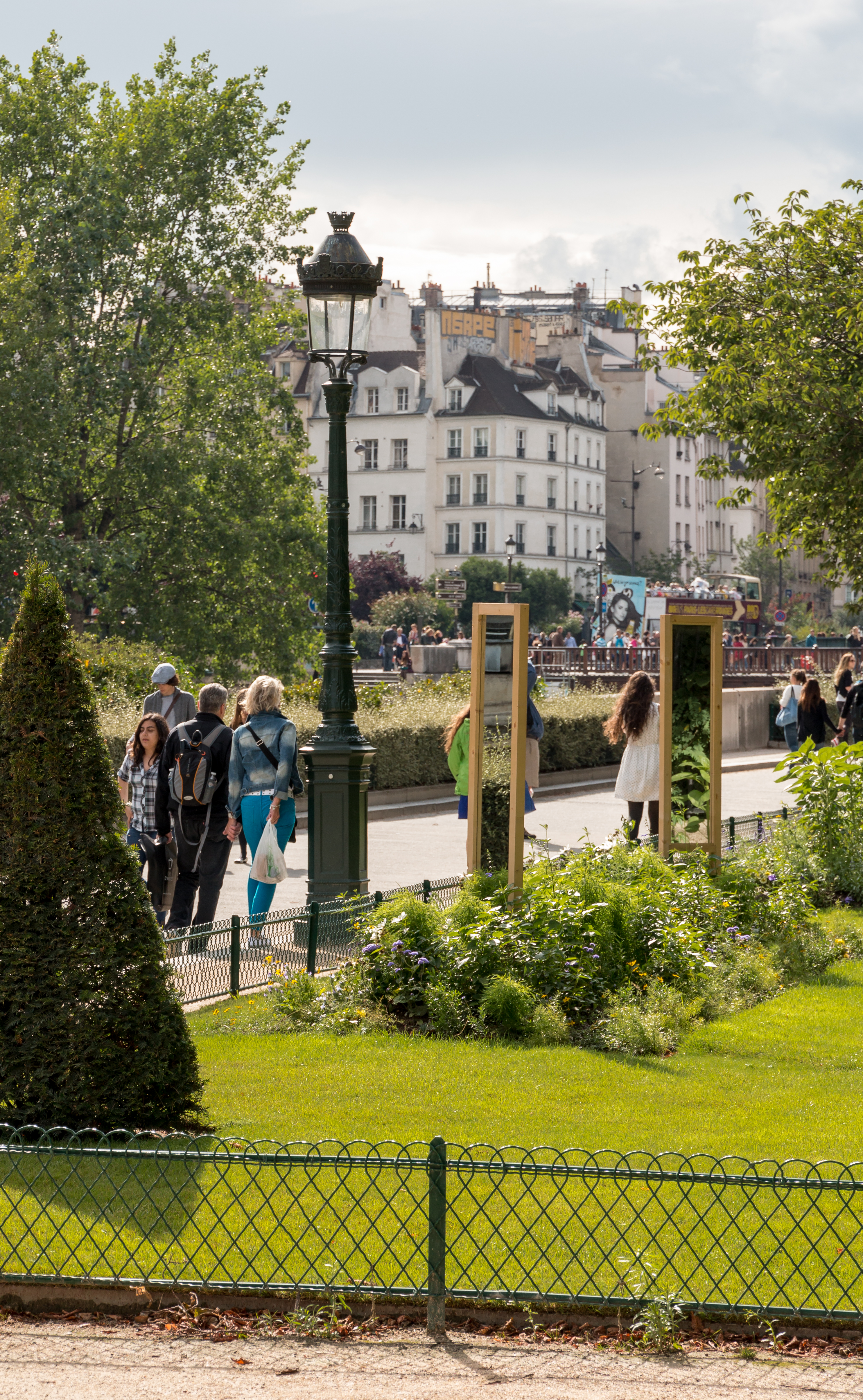
ジャン23世公園 (ヨハネ23世公園)
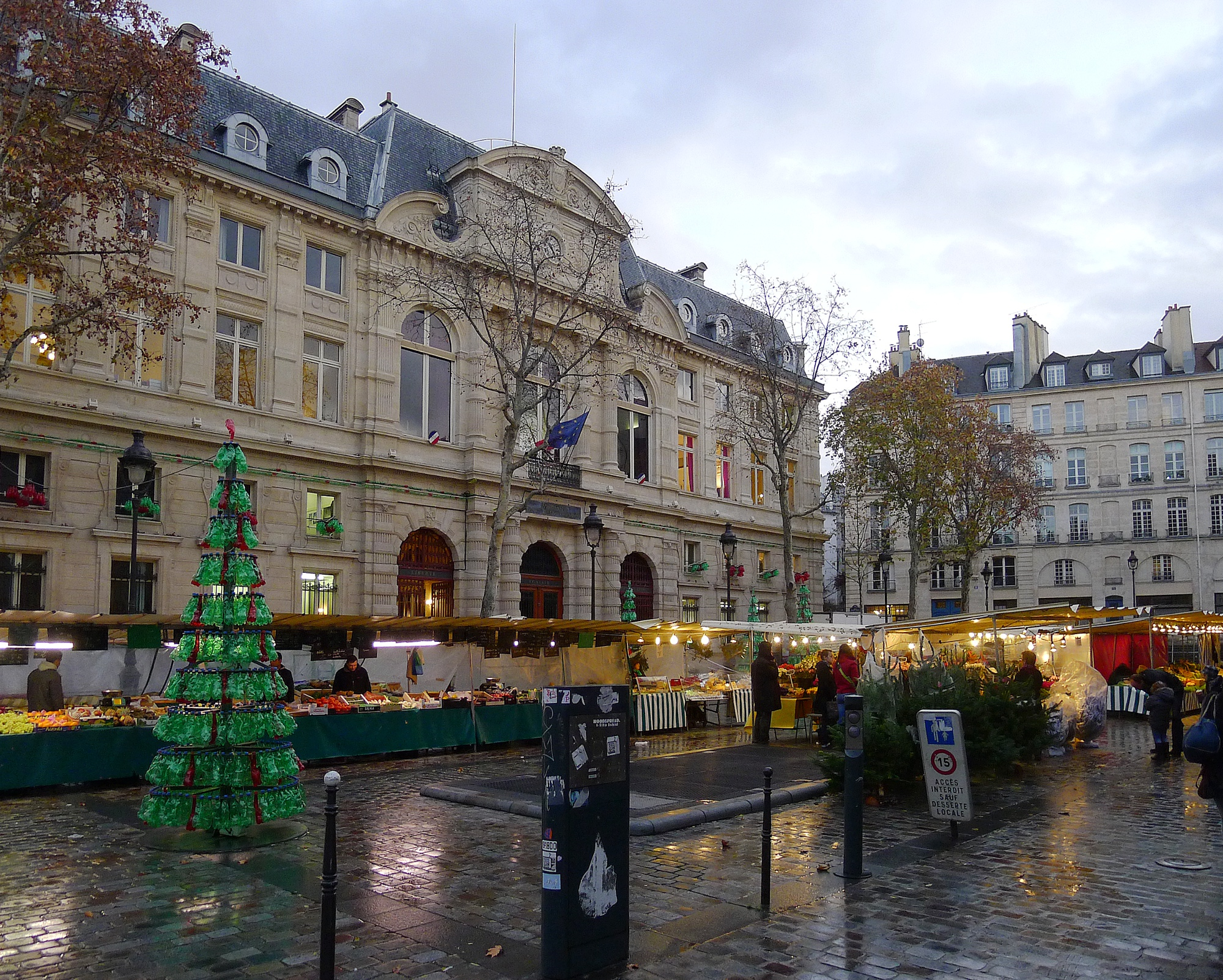
ボードワイエ広場 (Place Baudoyer). 10世紀後半〜11世紀にかけて築かれたカロリング期の壁 (Enceinte carolingienne) にあった門が名称の由来。

### 建築
- サンス館（Hôtel des archevêques de Sens）
- シュリー館（Hôtel de Sully）
- パリ市庁舎（オテル・ド・ヴィル, Hôtel de Ville）
- ボーヴェ館（Hôtel de Beauvais）
- ラモワニョン館（Hôtel de Lamoignon）
  - パリ市立史料館として使用されている。
- ランベール館（Hôtel Lambert）
  - サン＝ルイ島にある。
- ローザン館（Hôtel de Lauzun）
  - サン＝ルイ島にある。
- パビヨン・デュ・ロワ（王の館, Pavillon du Roi）
  - 3区パビヨン・ド・ラ・レーヌ（王妃の館）とは、ヴォージュ広場を挟み南北に対に位置する。

### 公園・緑地等
- アンリ＝ガリ公園（Square Henri-Galli）
- イル・ド・フランス公園（Square de l'Île de France）
  - シテ島の東端にある公園。
- オテル＝ド＝ヴィル広場（Place de l'Hôtel-de-Ville）
  - パリ市庁舎 (オテル・ド・ヴィル)前にある広場。
- サン＝ジャック塔公園（Square de la Tour Saint-Jacques）
- ジャン23世公園（Square Jean-XXIII）
  - またはヨハネ23世公園。ノートルダム大聖堂を東と南から取り囲むようにある公園。
- ジョルジュ・ポンピドゥー広場（Place Georges Pompidou）
  - ポンピドゥー・センター前にある広場。
- パルヴィ・ノートルダム広場（Place du Parvis Notre-Dame）
  - ノートルダム大聖堂前にある広場。2005年4月2日から、ノートルダム大通路＝ジャン＝ポール2世広場 (Parvis Notre-Dame - place Jean-Paul-II) に改称。
- ボードワイエ広場（Place Baudoyer）
  - 第4区役所前にある広場。リヴォリ通りとフランソワ＝ミロン通りに挟まれた場所、パリ市庁舎の東側、サン＝ジェルヴェ＝サン＝プロテ教会の北側にある。
- ヴォージュ広場（Place des Vosges）
  - 後述。広場南側4区パビヨン・デュ・ロワと同北側3区パビヨン・ド・ラ・レーヌとを南北に、36の赤煉瓦建物群等で囲まれた広場。

### 旧跡・記念碑等
- 7月革命記念柱 （Colonne de Juillet）
  - 7月革命の犠牲者を追悼するために、バスティーユの象に替わりバスティーユ広場に建立された。

## 交通

### 鉄道
- 地下鉄・メトロ （パリ交通公団（RATP）） （Métro）
  - ■1号線 （Ligne 1 du Métro）
    - シャトレ駅 - オテル・ド・ヴィル駅 – サン＝ポール駅 – バスティーユ駅

  - ■4号線 （Ligne 4 du Métro）
    - レ・アル駅 – シャトレ駅 – シテ駅

  - ■5号線 （Ligne 5 du Métro）
    - バスティーユ駅のみ。

  - ■7号線 （Ligne 7 du Métro）
    - シャトレ駅 – ポン・マリー駅 – シュリー＝モルラン駅

  - ■8号線 （Ligne 8 du Métro）
    - バスティーユ駅のみ。

  - ■11号線 （Ligne 11 du Métro）
    - シャトレ駅 - オテル・ド・ヴィル駅 – ランビュトー駅

  - ■14号線 （Ligne 14 du Métro）
    - シャトレ駅のみ。

### 道路

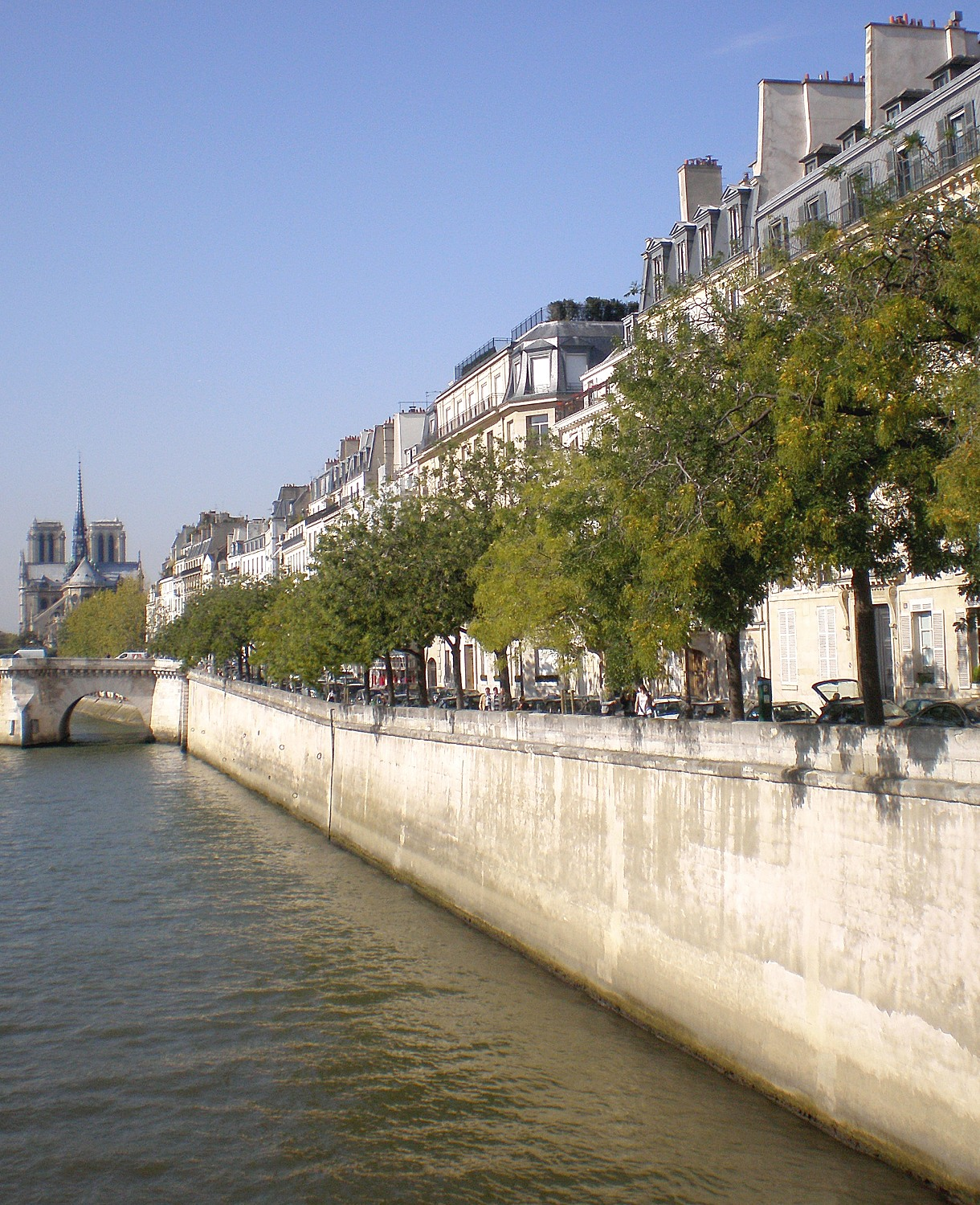
シュリー橋から見るベチュヌ河岸 (Quai de Béthune), サン＝ルイ島
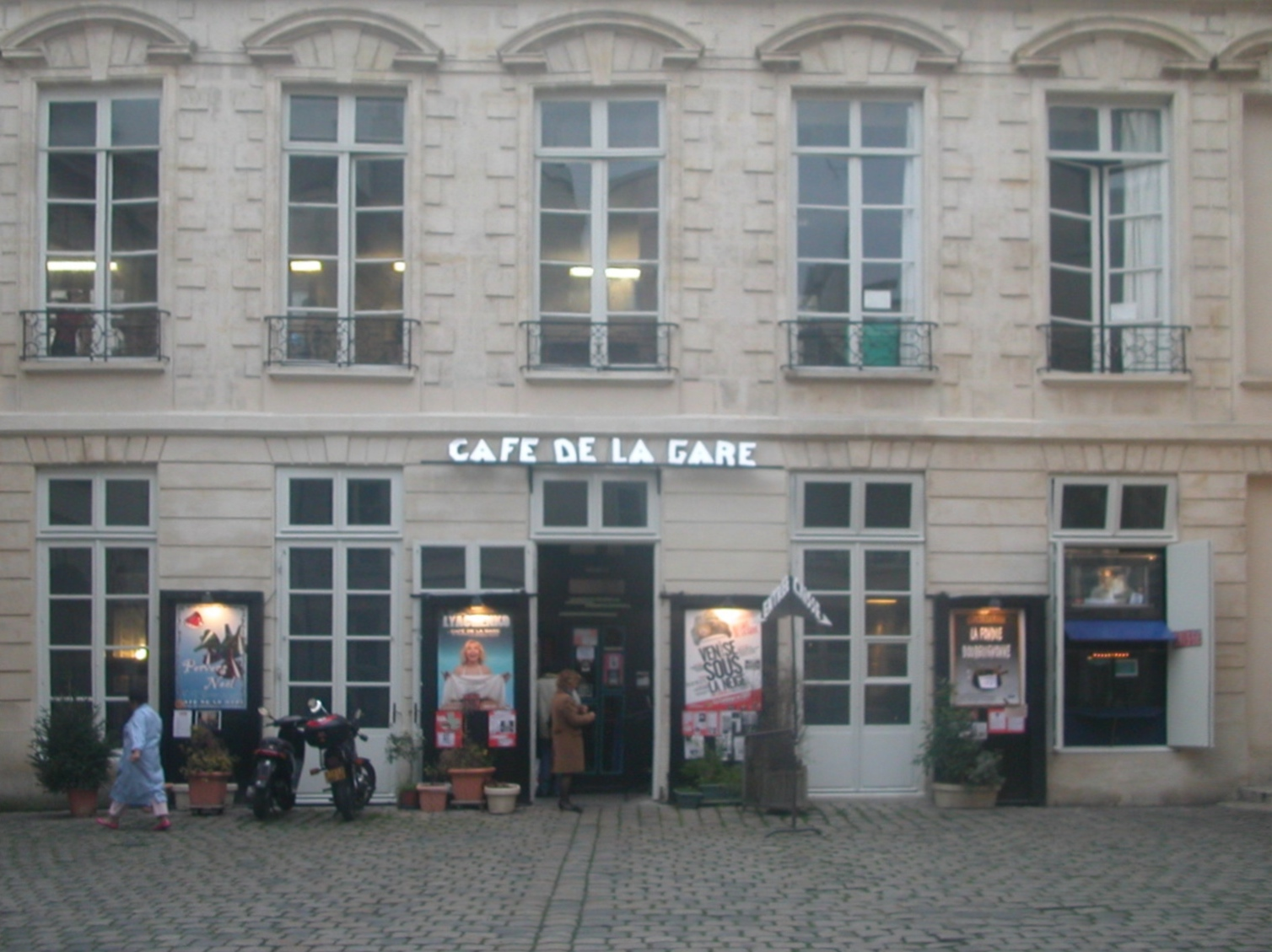
Façade du café de la Gare à Paris, 41 rue du Temple.
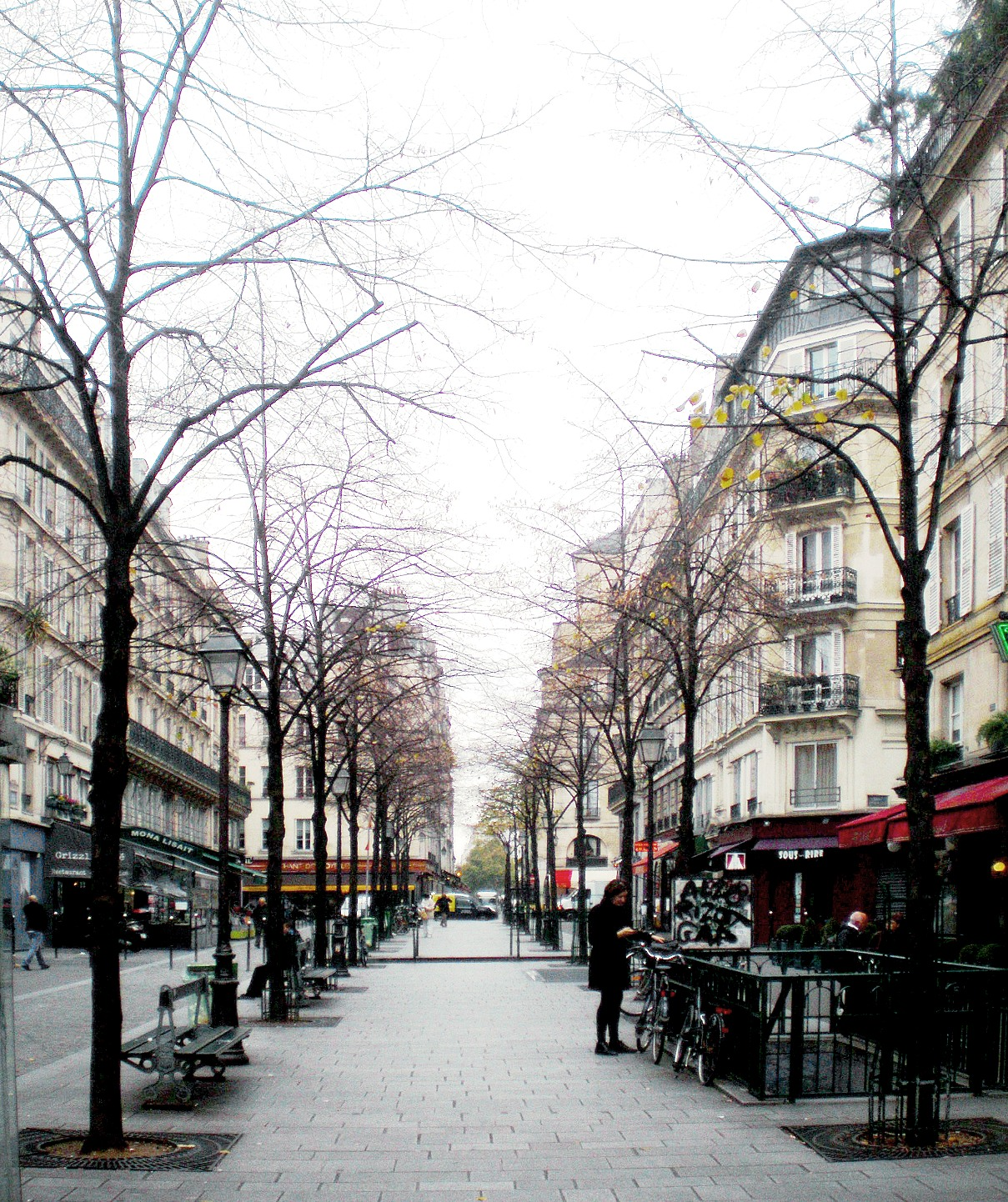
リヴォリ通りから見るサン＝マルタン通り (Rue Saint-Martin à hauteur de la rue de Rivoli.)
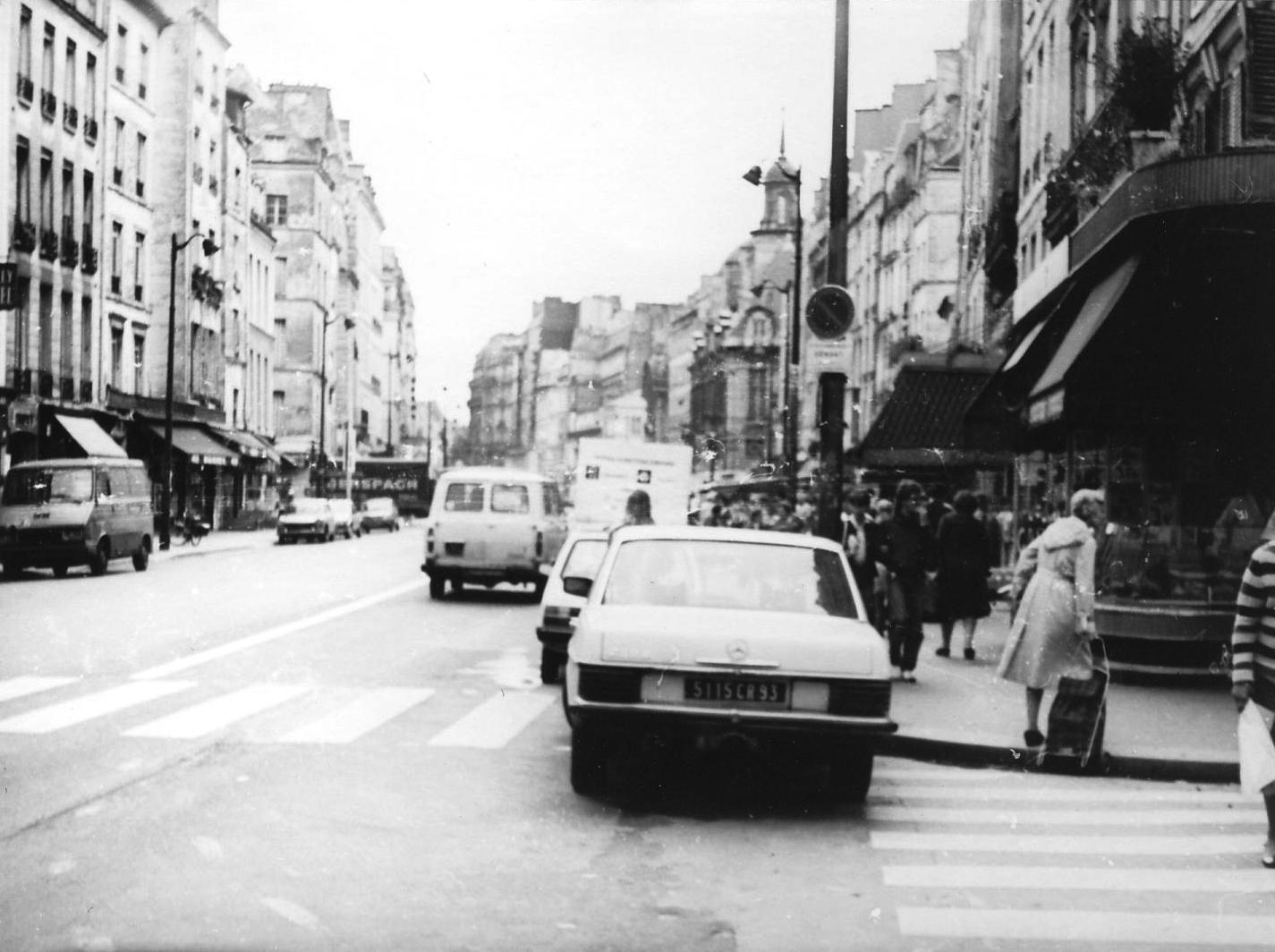
サンタントワーヌ通り (Rue Saint-Antoine), 1981年
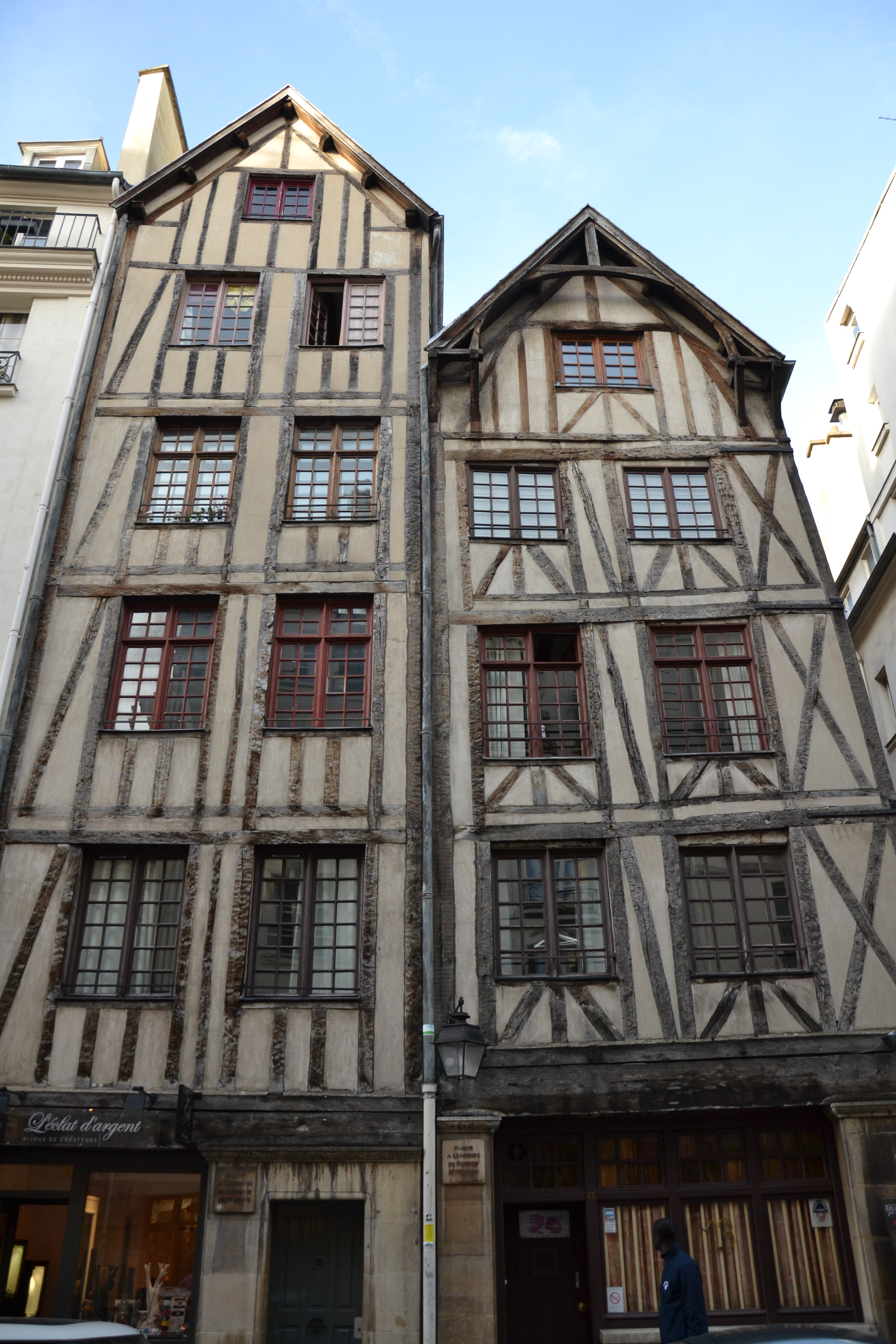
リヴォリ通り南側を並走するフランソワ＝ミロン通り (Rue François-Miron) の中世14世紀の建物 (Maison à l'enseigne du mouton et faucheur : maisons du moyen-âge, 1ère construction : XIVe siècle)
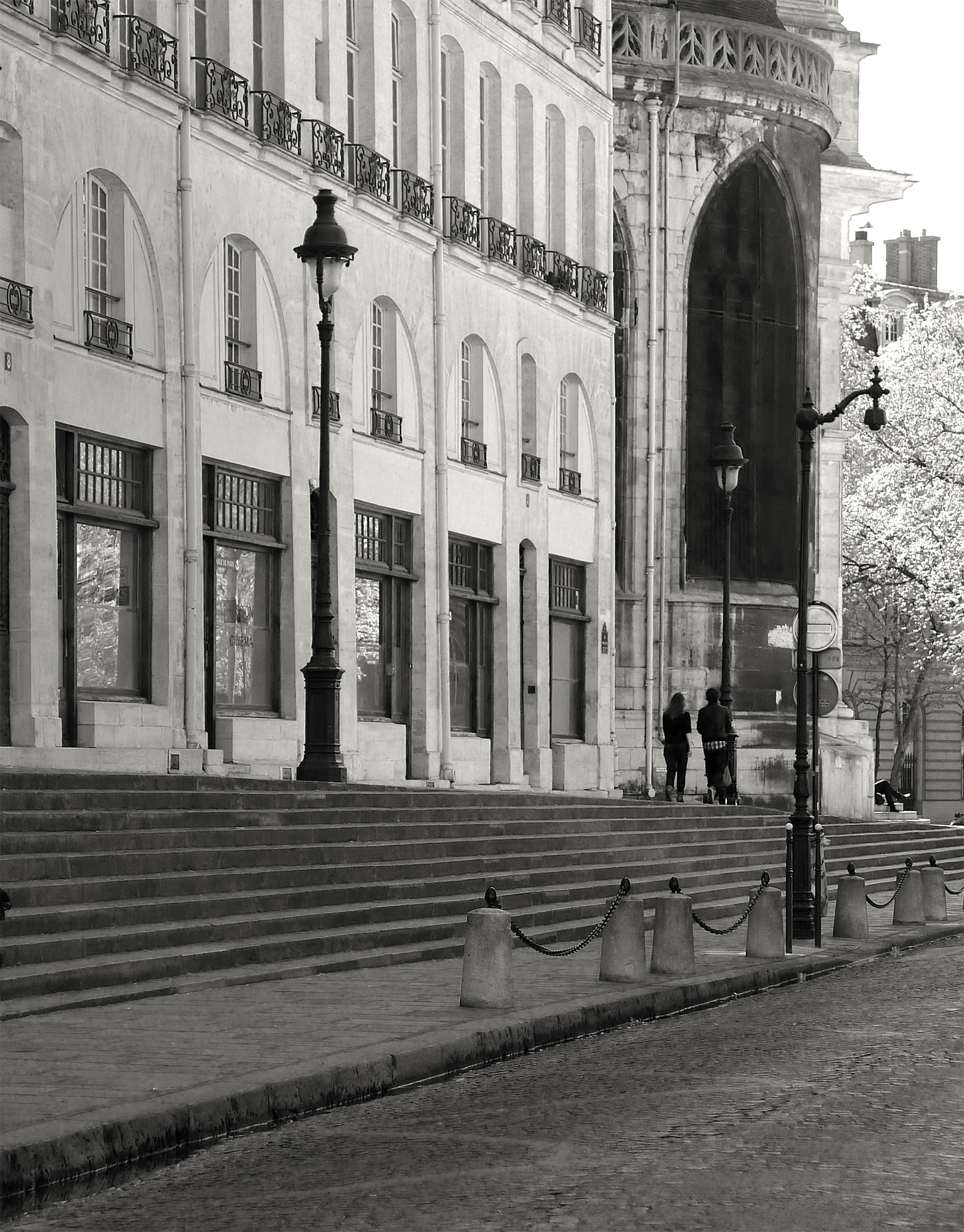
フランソワ＝ミロン通りの建物と, 奥はサン＝ジェルヴェ＝サン＝プロテ教会 (Bâtiments de la rue François-Miron adossés à l'église St-Gervais-St-Protais - Paris IV)
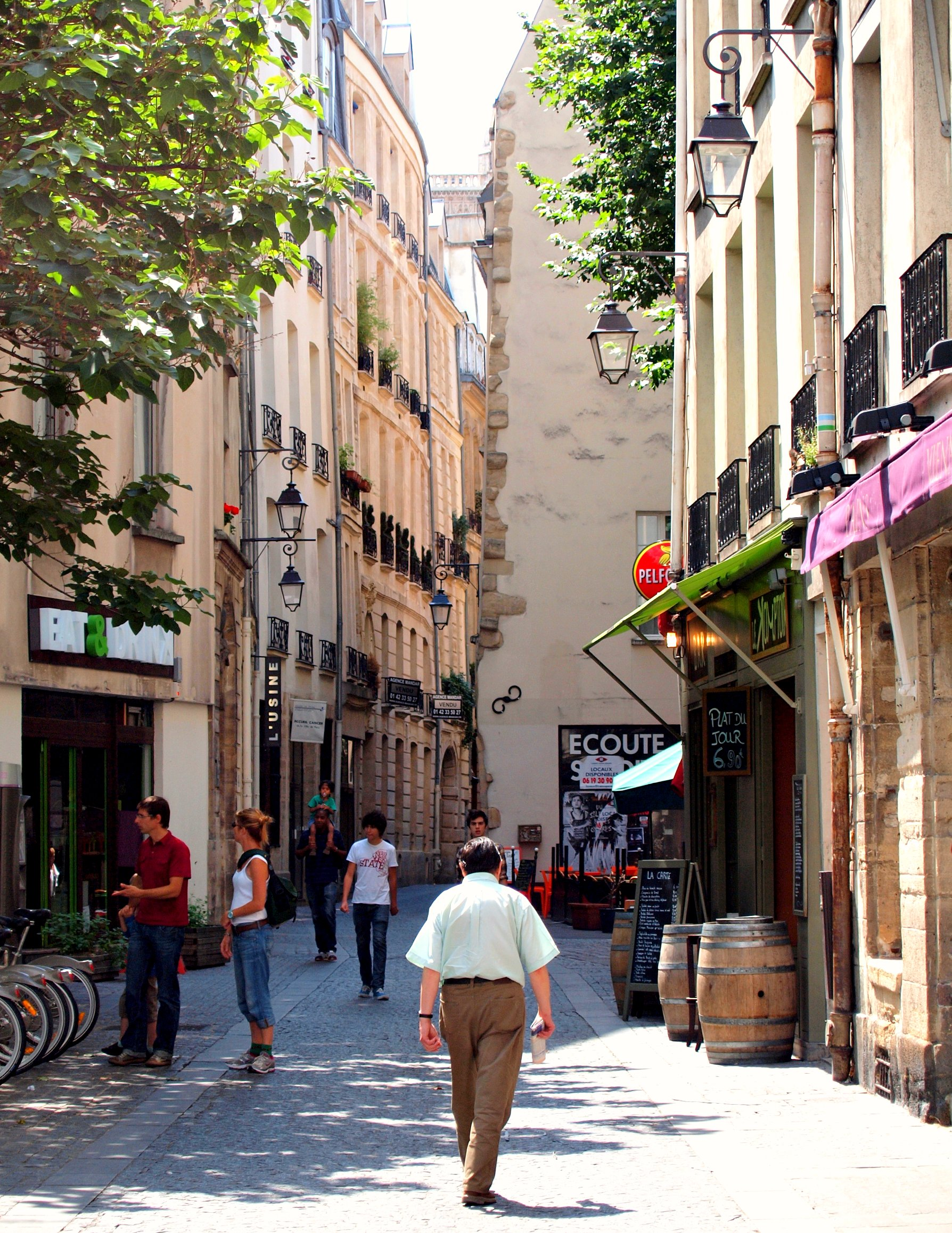
La rue Quincampoix en 2010.（カンカンポワ通り。凡そ800年前に設けられた通り。1860年からの「パリ改造」を契機にパリ中心街の入り組んだ狭い路地も再編整備された。）
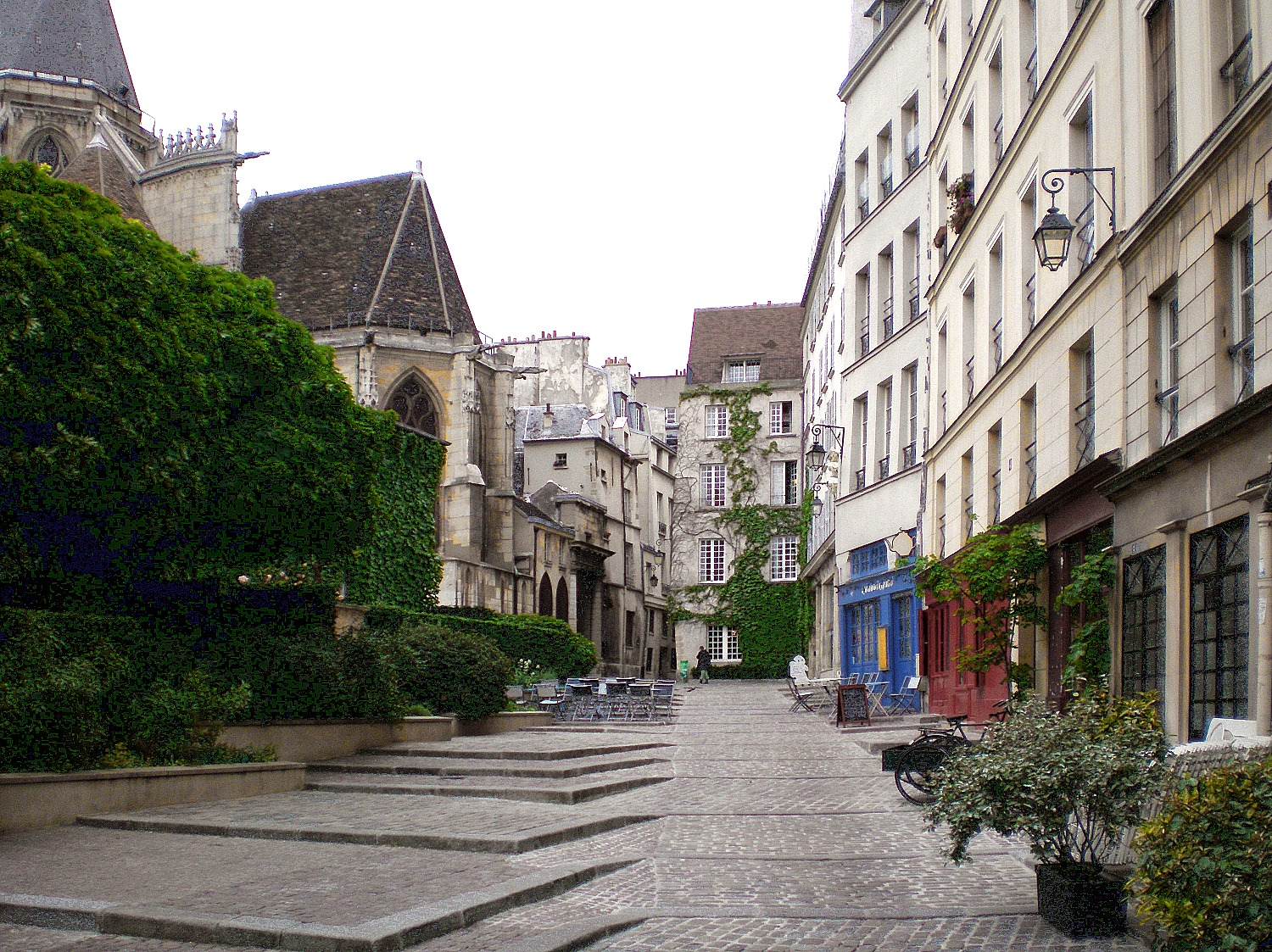
バール通り (rue des Barres) 2-10番地に、悪名高いフランス王妃イザボー・ド・バヴィエールの愛人の一人ルイ・ド・ボワルドンも居住していた。

- ダルコル通り（アルコル通り, Rue d'Arcole）
  - シテ島にあるパリ市立病院 (Hôtel-Dieu) 傍を走る。
- アルシーヴ通り（Rue des Archives）
- アンリ4世大通り（ブールヴァール・アンリ＝キャトル, Boulevard Henri IV）
  - アルスナル港からセーヌ河岸を走る通り。
- エクフ通り（Rue des Écouffes）
- オスピタリエール＝サン＝ジェルヴェ通り（Rue des Hospitalières-Saint-Gervais）
- カンカンポワ通り（Rue Quincampoix）
  - 下記サン＝マルタン通りの西側を並走して南北に伸びる通り。
- クロワトル＝ノートルダム通り（Rue du Cloître-Notre-Dame）
- コロンブ通り（Rue de la Colombe）
- ケ・アンリ＝キャトル通り（Quai Henri-IV）
- ケ・オ・フルー通り（Quai aux Fleurs） - シテ島北岸にある。
- ケ・ダンジュ通り（Quai d'Anjou） - サン＝ルイ島北岸にある。
- ケ・デ・セレスタン通り（Quai des Célestins）
- ケ・デュ・マルシェ＝ヌフ通り（Quai du Marché-Neuf） - シテ島南岸にある。
- ケ・ド・ジェスヴル通り（Quai de Gesvres）
- ケ・ド・ブルボン通り（Quai de Bourbon） - サン＝ルイ島北岸にある。
- ケ・ド・ラ・コルス通り（Quai de la Corse） - シテ島北岸にある。
- ケ・ド・ラルシュヴェシェ通り（Quai de l'Archevêché） - シテ島東端付近にある。
- ケ・ド・ロテル・ド・ヴィル通り（Quai de l'Hôtel de Ville）
- ケ・ドルレアン通り（Quai d'Orléans） - サン＝ルイ島南岸にある。
- サンタントワーヌ通り（Rue Saint-Antoine
  - リヴォリ通りとバスティーユ広場とを結ぶセーヌ川右岸(北岸)を東西に走る通り。バスティーユ以東へ伸びるフォーブール＝サンタントワーヌ通りは「バスティーユ襲撃」の発端となった通り。
- サン＝ポール通り（Rue Saint-Paul）
- サン＝マルタン通り（Rue Saint-Martin）
  - 4区内南側で東西に走るリヴォリ通りと交差する南北に伸びる通り。サン＝ジャック塔がそびえるサン＝ジャック公園に沿ってそのまま4区南側セーヌ川方向へ向かうと、シテ島のノートルダム・ド・パリやパリ警視庁、オテル＝デュー病院前を走る下記シテ通りを介して、5区カルチエ・ラタンの中心を南北に貫くサン＝ジャック通りに接続する。同サン＝ジャック通りと共にパックス・ロマーナ期の街ルテティア時代から都市の中心軸を成していた。反対に4区北側へは、下記セバストポリ大通り、同大通りを挟んだ西側のサン＝ドニ通りと共にそれぞれ2区・3区を抜け10区方面へ南北に並走してゆく。4区内では、サン＝メリー教会やポンピドゥー・センター沿いに走り、3区内では区内西側を南北に伸び、サン＝マルタン凱旋門を抜けると、10区内ではフォーブール・サン＝マルタン通りと名を変え続く。パリ東駅東側界隈を抜け19区に入るとフランドル大通りに接続する。ポルト・ラ・ヴィレットを抜けパリ郊外からは国道2号線 (fr) に接続し、パリ＝シャルル・ド・ゴール空港を経由し、ベルギー (フランドル) 国境ベティ二方面に向かう。かつての「ローマ街道」の道にあたる。
- サン＝ルイ・アン・リル通り（Rue Saint-Louis en l'Île）
  - サン＝ルイ島の中心を東西に走る通り。29-31番地に人気のアイスクリーム店 ベルティヨン・グラシェ (Berthillon Glacier) があり、他にフランス料理店 ノ・ザンセト(ル)・レ・ゴロワ (Nos ancêtres les Gaulois [9]) ･･等、パティスリーからレストラン･･までが連なる。
- シャノワネーズ通り（Rue Chanoinesse）
- シャントル通り（Rue des Chantres）
- シテ通り（Rue de la Cité）
  - パリ左岸(南岸)サン＝ジャック通りとパリ右岸(北岸)の上記サン＝マルタン通りとを結ぶシテ島の通り。シテ島のノートルダム・ド・パリやパリ警視庁、オテル＝デュー病院前を走る。
- セバストポル大通り（Boulevard de Sébastopol）
  - 1区との境界線上を南北に伸びる。下記シテ島のパレ大通りから続き、1区・4区南側セーヌ川河岸周辺シャトレ広場やサン＝ジャック塔界隈で交差するリヴォリ通りから北側に伸び、西にサン＝ドニ通り、東に上記サン＝マルタン通りとに挟まれた形でそれぞれ南北に並走する。ルーヴル美術館の東側、マレ地区の西側、南側はサマリテーヌ百貨店からパリ市庁舎(オテル・ド・ヴィル)前広場、北側はレ・アールからポンピドゥー・センターに挟まれたシャトレ駅を中心とする、下記リヴォリ通りとこれら3通りが交差する一帯には、いくつかの和食のレストラン、オペラ広場やモンパルナス駅前や駅界隈メーヌ大通り、シャンゼリゼ通り至近フランクラン＝ローズヴェルト大通り、レピュブリック広場やボーマルシェ大通りなどパリ各所にあるステーキレストランないしブラッスリーのイポポタミュ (Hippopotamus) サン＝ドニ通り店等の他、カフェ、オーガニックコスメのイヴ・ロシェ(ール) (Yves Rocher) から、GAP、ZARA、H&M等のファストファッション、マクドナルド、スタバ、若干離れてコンビニのモノップ (monop')･･までが軒を連ねている。10区内からストラスブール大通りと名を変え、西にフォーブール＝サン＝ドニ通り、東にフォーブール＝サン＝マルタン通りと共に同区内を南北に並走し、パリ東駅南側正面界隈まで伸びてゆく。
- セヴィニェ通り（Rue de Sévigné）
  - リヴォリ通り乃至サンタントワーヌ通りと南北に交差し、北側3区方面へ続く通り。サン＝ポール・サン＝ルイ教会がある。界隈はユダヤ人街。
- タンプル通り（Rue du Temple）
  - 4区リヴォリ通りパリ市庁舎(オテル・ド・ヴィル)前広場から南北に伸びる通り。3区に入ると右斜め上にレピュブリック広場まで走る。その先10区・11区区界を走るフォーブール＝デュ＝タンプル通り、19区・20区区界を走るベルヴィル通りへ続く。通り名はタンプル塔ないしテンプル騎士団から。
- テュレンヌ通り（Rue de Turenne）
  - あるいは"チ"ュレンヌ通り。マレ地区を南北に、セヴィニエ通りの東側を並走する。東西に走るフラン・ブルジョワ通りとの交差点界隈には、ゲラン等多くの香水や化粧品店が軒を連ね、またイッセイミヤケの欧州本社事務所がある。通り名称は、テュレンヌ子爵アンリ・ド・ラ・トゥール・ドーヴェルニュから。
- ドゥ＝ポン通り（Rue des Deux-Ponts）
- パヴェ通り（Rue Pavée）
- バール通り（Rue des Barres）
- バスティーユ通り（Rue de la Bastille ）
  - バスティーユ広場の北西側至近を東西に走る短い通り。パリで最も古いブラッスリーボファンジェ (Brasserie Bofinger) がある[10]。
- パレ大通り（Boulevard du Palais）
  - シテ島で1区との境をなす。ラ・コンシェルジュリー、パレ・ド・ジュスティス、サント＝シャペル等の前を通る。セーヌ川右岸(北岸)で上記セバストポル大通りに接続し、セーヌ川左岸(南岸)でサン＝ミッシェル大通りに接続する。
- ヴィエイユ＝デュ＝タンプル通り（Rue Vieille-du-Temple）
  - ブティックや雑貨店、レストラン、ブーランジュリー･･等が連なるマレ地区の中心を南北に走る通り。同通り南側起点にあたるリヴォリ通りからポン・ルイ＝フィリップ通り (Rue du Pont Louis-Philippe) 沿いに一区画南へ過ぎた、パティスリーのオ・メルヴェイユ・ドゥ・フレッド (Aux Merveilleux de Fred)[11] 等があるフランソワ＝ミロン通りとの交差点界隈に、パリでは珍しい上記画像中世14世紀建物 (Maison à l'enseigne du mouton et faucheur) がある。
- ヴィクトリア大通り（Avenue Victoria）
  - 下記リヴォリ通りとセーヌ川に挟まれた形で並走し、1区シャトレ広場から4区パリ市庁舎(オテル・ド・ヴィル)前広場までを東西に走る通り。1区側シャトレ座などが建つシャトレ広場界隈から東に向かうと、途中サン＝ドニ通りが北側に伸びてゆき、サン＝ジャック塔公園、セバストポル大通りやサン＝マルタン通り等との交差点を過ぎると、パリ市庁舎前広場まで至る。また、パリ市庁舎の東側界隈にはサン＝ジェルヴェ＝サン＝プロテ教会が建つ。
- ブール＝ティブール通り（Rue du Bourg-Tibourg）
- フェルディナン＝デュヴァル通り（Rue Ferdinand-Duval）
- フラン・ブルジョワ通り（Rue des Francs Bourgeois）
  - リヴォリ通りの北側、3区との境界線上を並走する、マレ地区の中心を東西に走る通り。通り西側で下記ランビュトー通りと名を変え接続し、ポンピドゥー・センター、セバストポル大通り方向へ向かう。ユニクロや無印良品等の日本ブランドから、マイケル・コース、パリ市内各所や東京南青山にもあるザディグ・エ・ヴォルテール (Zadig et Voltaire)、化粧品店のシャネル ル・マレ ボーテ、マック (M・A・C Cosmetics)、ゲラン、6区レンヌ通りや東京銀座にもある南仏発の香水店エステバン (ESTÉBAN Paris Parfums) 本店･･等が軒を連ねる。通り沿いにはカルナヴァレ美術館があり、通り東側に進むとヴォージュ広場の北側に出る。
- ブラン＝マントー通り（Rue des Blancs-Manteaux）
- フランソワ＝ミロン通り（Rue François-Miron）
- ブルドン大通り（Boulevard Bourdon）
  - 4区・12区境界上に位置するアルスナル港に沿って、4区側セーヌ河畔からバスティーユ広場までを繋ぐ通り。同港を渡り12区内に入るとラ・ラペ河岸通り、ディドロ大通りと進むとリヨン駅前に出る。ラ・ラペ河岸通りからオステルリッツ橋でセーヌ川を渡ると対岸オステルリッツ駅前に出る。
- ボーブール通り（Rue Beaubourg）
- ボーマルシェ大通り（Boulevard Beaumarchais）
  - それぞれ南北に走る上記ボーブール通りとボーマルシェとを左右東西に挟み、それぞれ東西に走る南のセーヌ川と、北のブルターニュ通りとで囲まれた地域一帯が、およそ"ル・マレ (マレ地区)" と呼ばれる。レピュブリック広場からバスティーユ広場の間を、南北にひと続きで走るタンプル大通り、フィーユ＝デュ＝カルヴェール大通り、ボーマルシェ大通りの3通りとも、サン＝マルタン、サン＝ドニ、ボンヌ＝ヌーベル、ポワソニエール、モンマルトル、イタリアン、カピュシーヌ、マドレーヌ大通り･･等と共に"レ・グラン・ブールヴァール"と括られる。
- モルラン大通り（Boulevard Morland）
- ウルサン通り（Rue des Ursins）
- ランビュトー通り（Rue Rambuteau）
  - 1区との区境を南北に走るセバストポル大通りから、ポンピドゥー・センターの北側沿い、交差するボーブール通りを抜けると、通り東側で上記フラン・ブルジョワ通りと名を変え続く、3区との境界線上を東西に走る通り。
- リヴォリ通り（Rue de Rivoli）
  - 西側8区コンコルド広場から1区内のテュイルリー庭園やルーヴル美術館北側傍を過ぎ、繁華街にあたる上記セバストポル大通りとのシャトレ駅交差点から4区になる、東西に走る目抜き通り。4区東側セヴィニエ通りが接続するサン＝ポール＝サン＝ルイ教会界隈でサンタントワーヌ通りと名を変え東方向へ続き、バスティーユ広場に至る。通り沿いに建つサン＝ポール＝サン＝ルイ教会の南西セーヌ河岸側にはオテル・ド・サンスやオテル・ドーモン等マレ地区の代表的建物が建つ。
- リュテス通り（Rue de Lutèce）
- ルナール通り（Rue du Renard）
- ロジエール通り（Rue des Rosiers）
- ロンバール通り（Rue des Lombards）

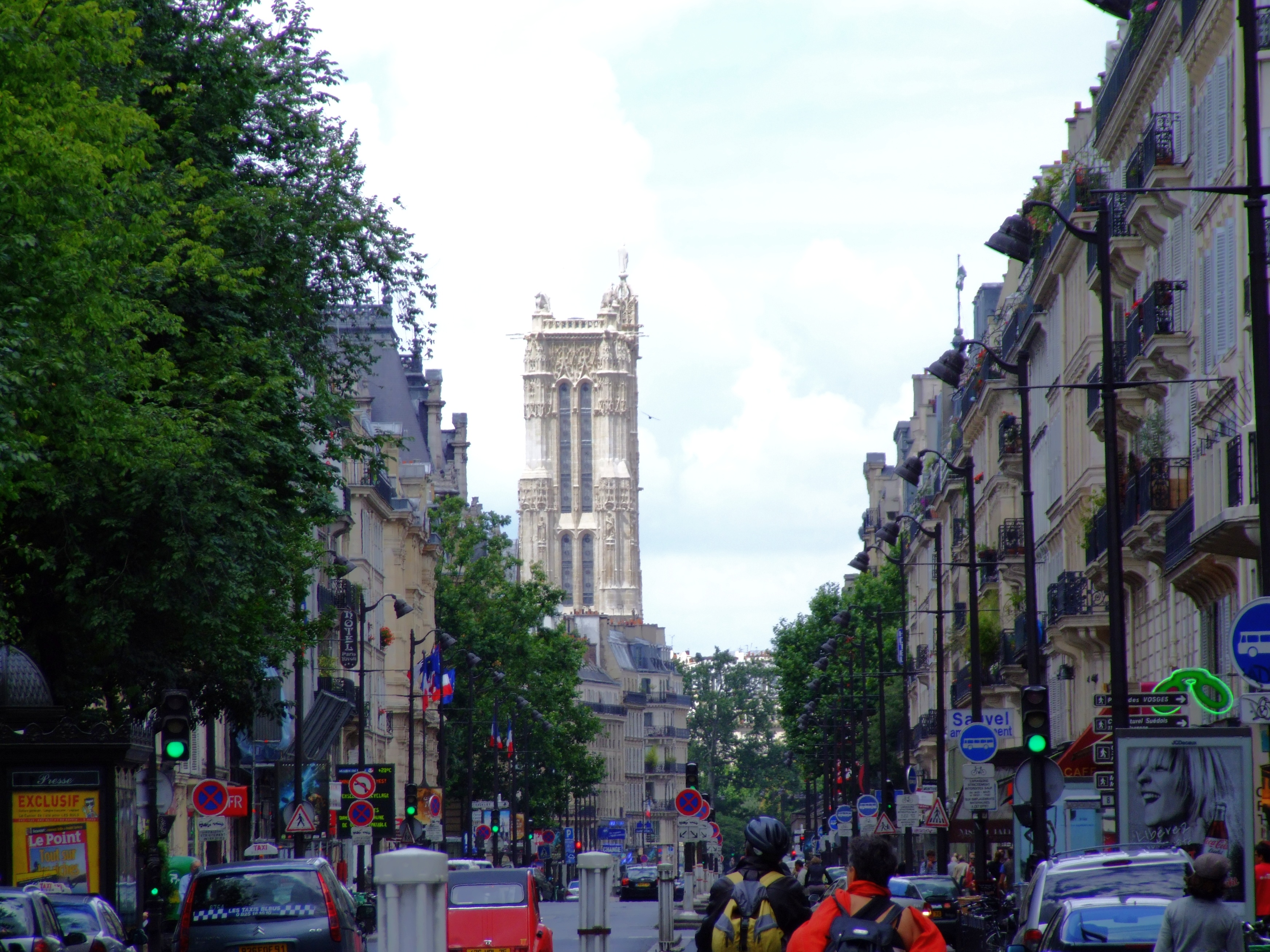
リヴォリ通りからサン＝ジャック塔を見る
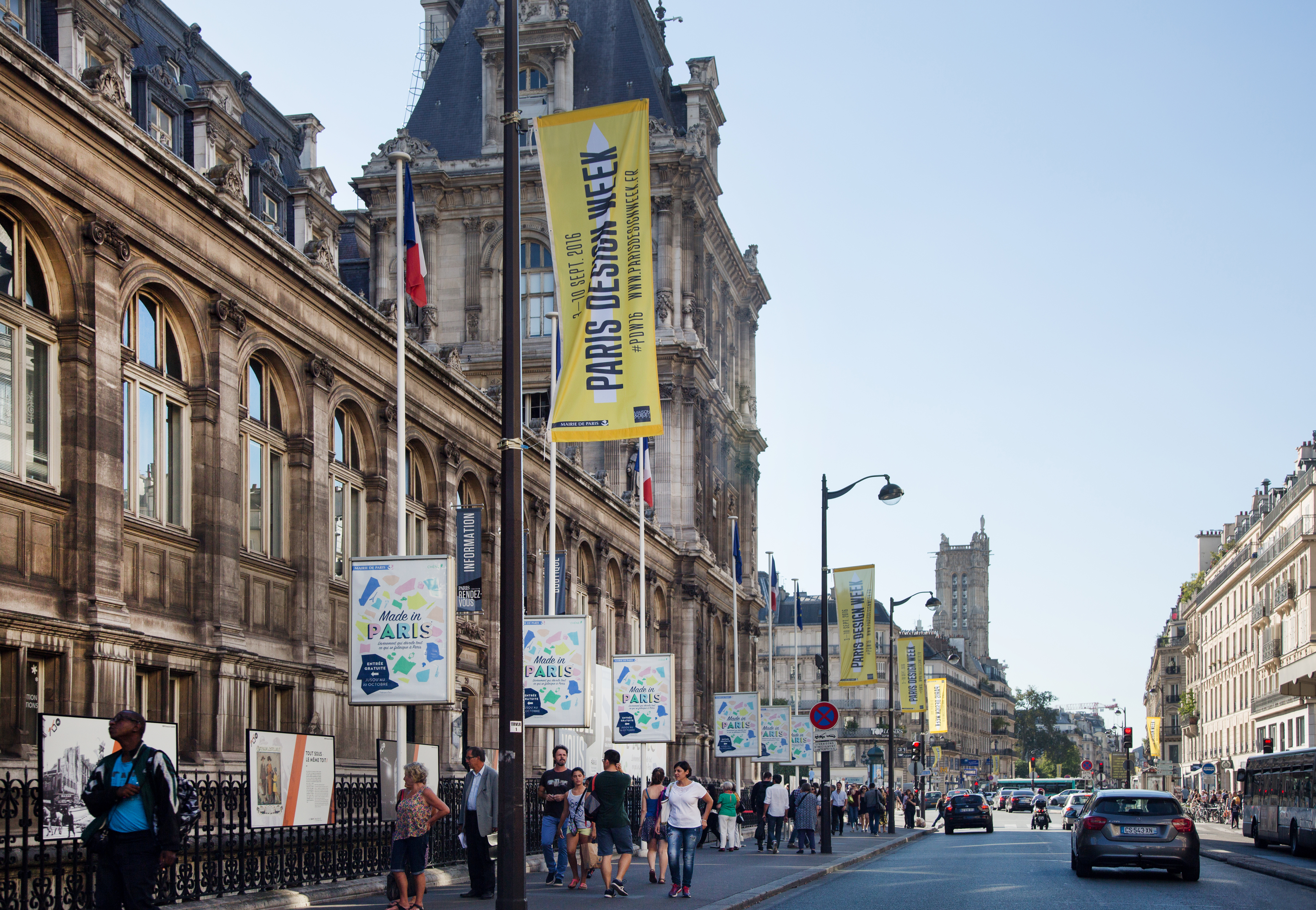
パリ市庁舎横リヴォリ通りからサン＝ジャック塔及び1区方向を見る
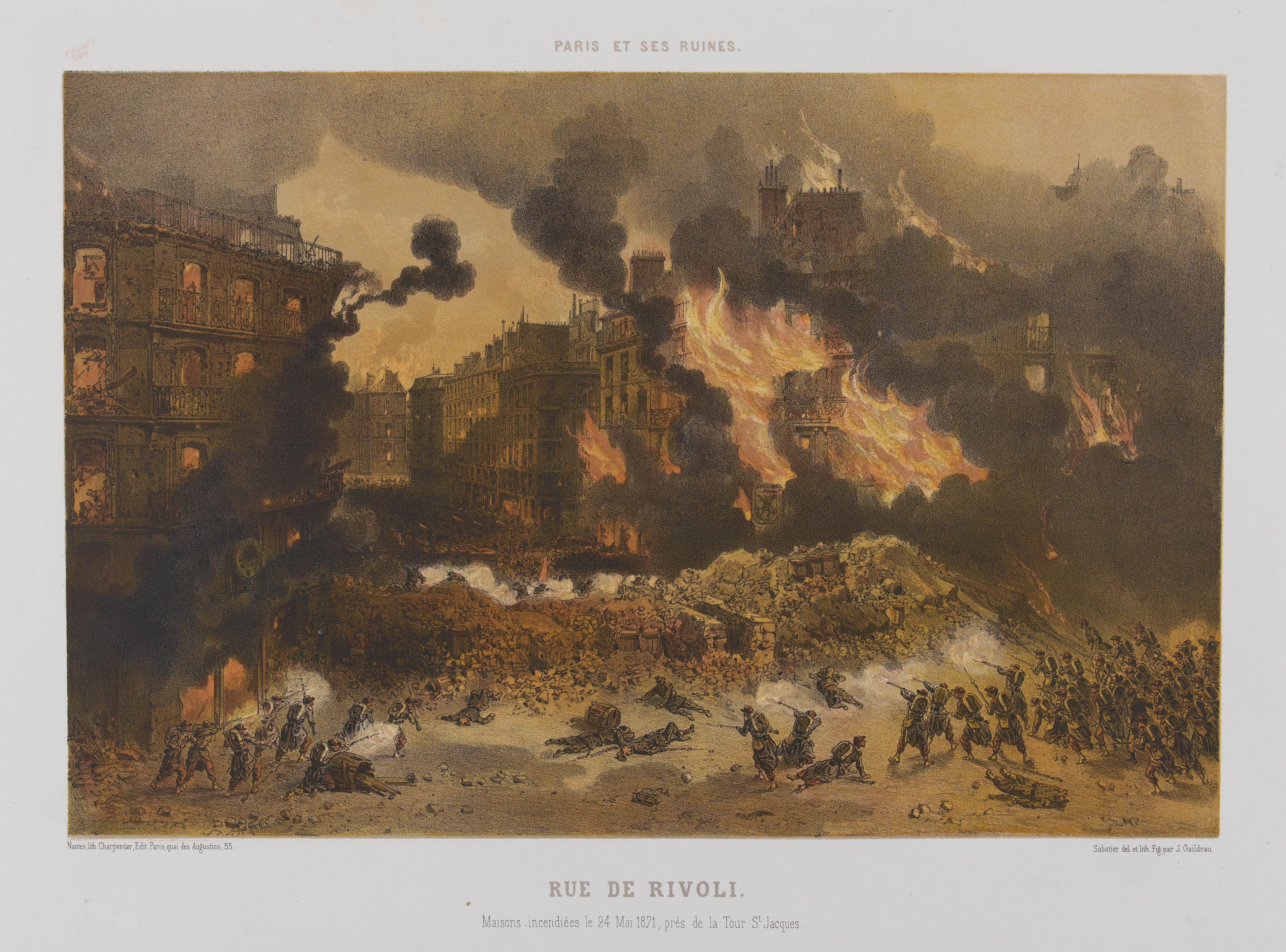
1871年5月、リヴォリ通りでのパリ・コミューンの戦いと火災。サン＝マルタン通りとの交差地点界隈
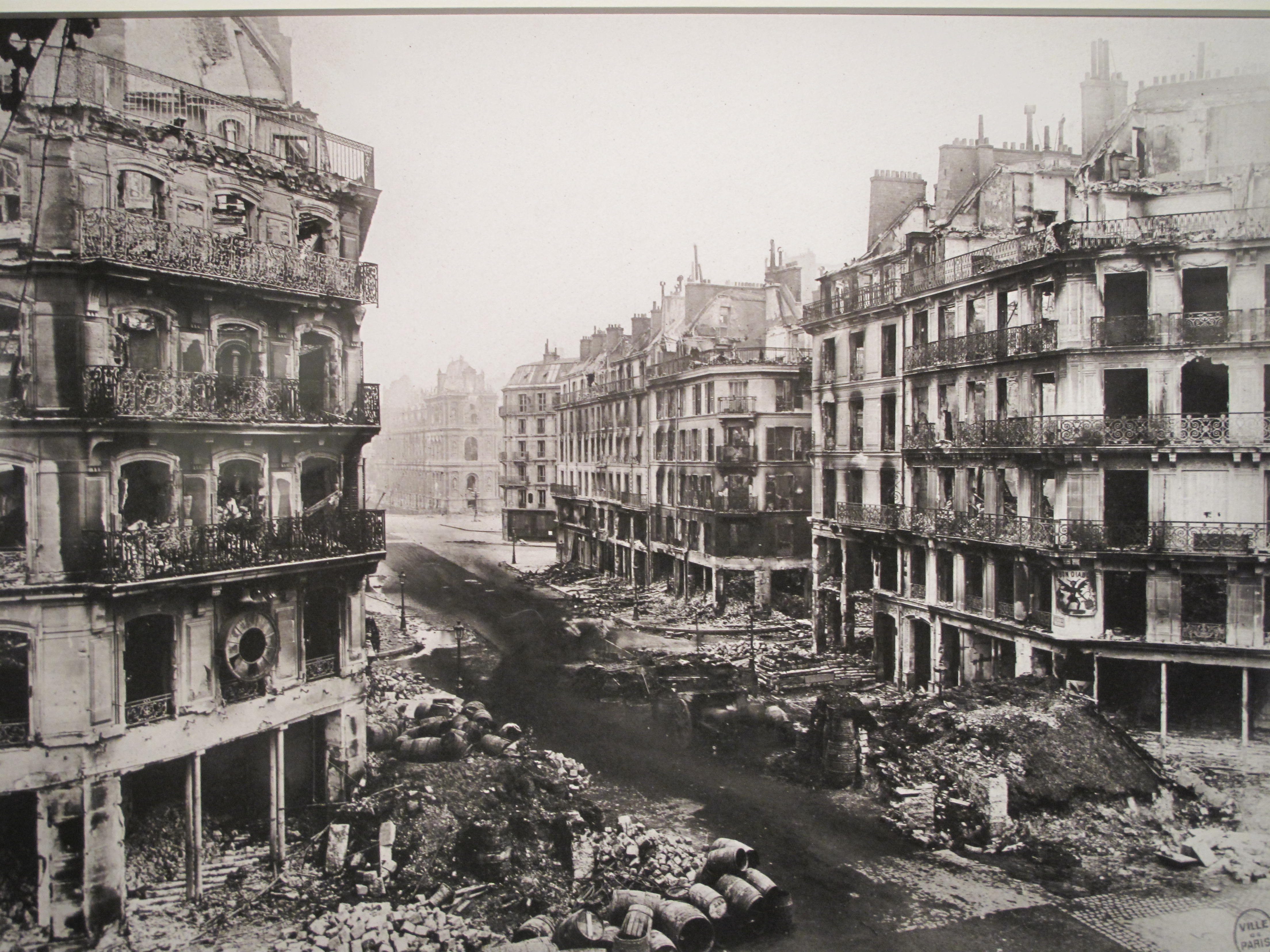
戦い数日後の同リヴォリ通り界隈。向こう先にはパリ市庁舎が見える
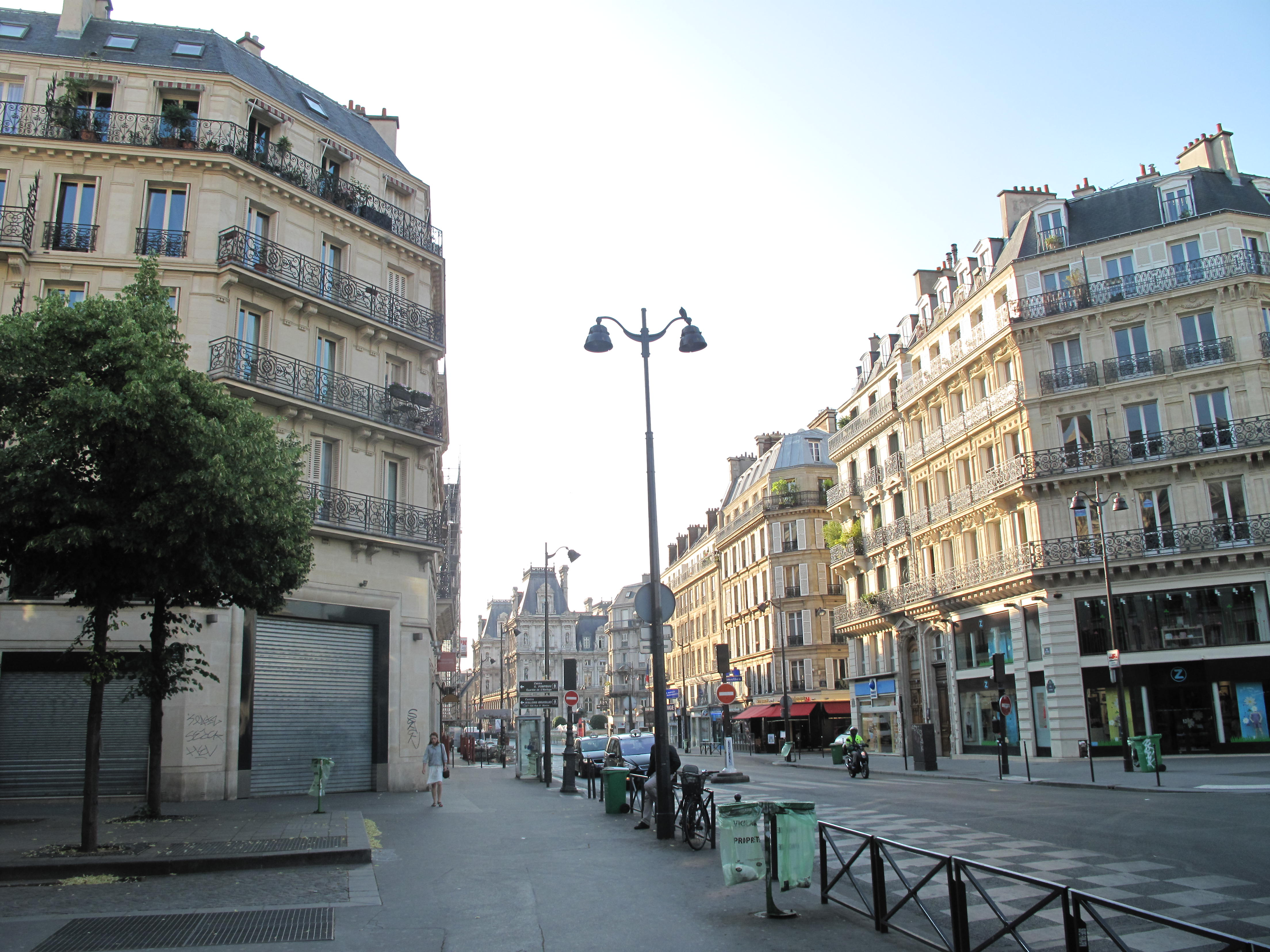
2011年の同リヴォリ通り界隈
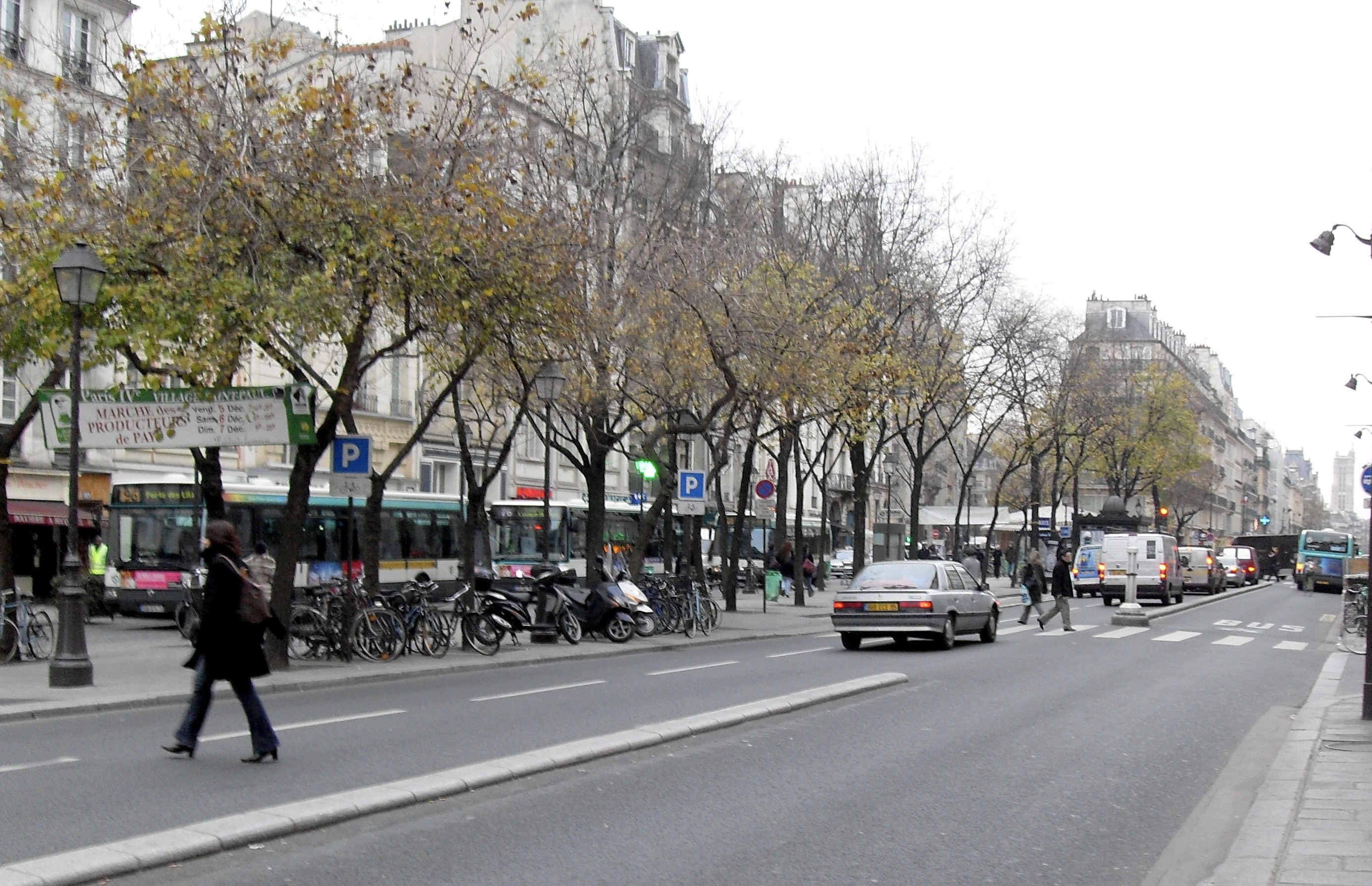
リヴォリ通りの起点、マレ地区セヴィニエ通りとの交差地点サン＝ポール広場界隈。19世紀後半〜20世紀前半にかけて同地界隈にユダヤ人街が形成された

### 橋梁
セーヌ川に架かる区内の橋は、次のとおりである（上流から順に、つまり東西順に列挙）。
- シュリー橋（Pont de Sully）
  - サン＝ルイ島を挟んでセーヌ川両岸を結ぶ。
- マリー橋（Pont Marie）
  - サン＝ルイ島とセーヌ川北岸を結ぶ。
- トゥルネル橋（Pont de la Tournelle）
  - サン＝ルイ島とセーヌ川南岸を結ぶ。
- ルイ・フィリップ橋（Pont Louis-Philippe）
  - サン＝ルイ島とセーヌ川北岸を結ぶ。
- サン＝ルイ橋（Pont Saint-Louis）
  - シテ島とサン＝ルイ島を結ぶ唯一の橋。
- アルシュヴェシェ橋（Pont de l'Archevêché）
  - シテ島とセーヌ川南岸を結ぶ。
- アルコル橋（Pont d'Arcole）
  - シテ島とセーヌ川北岸を結ぶ。
- ドゥブル橋（Pont au Double）
  - シテ島とセーヌ川南岸を結ぶ。
- ノートルダム橋（Pont Notre-Dame）
  - シテ島とセーヌ川北岸を結ぶ。
- プティ・ポン（Petit-Pont）
  - シテ島とセーヌ川南岸を結ぶ。
- シャンジュ橋（両替橋、Pont au Change）
  - シテ島とセーヌ川北岸を結ぶ。
- サン＝ミシェル橋（Pont Saint-Michel）
  - シテ島とセーヌ川南岸を結ぶ。

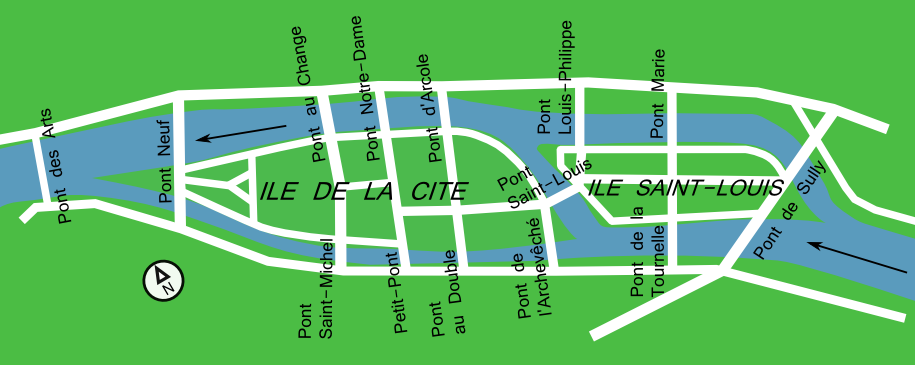
シテ島, サン＝ルイ島付近の橋
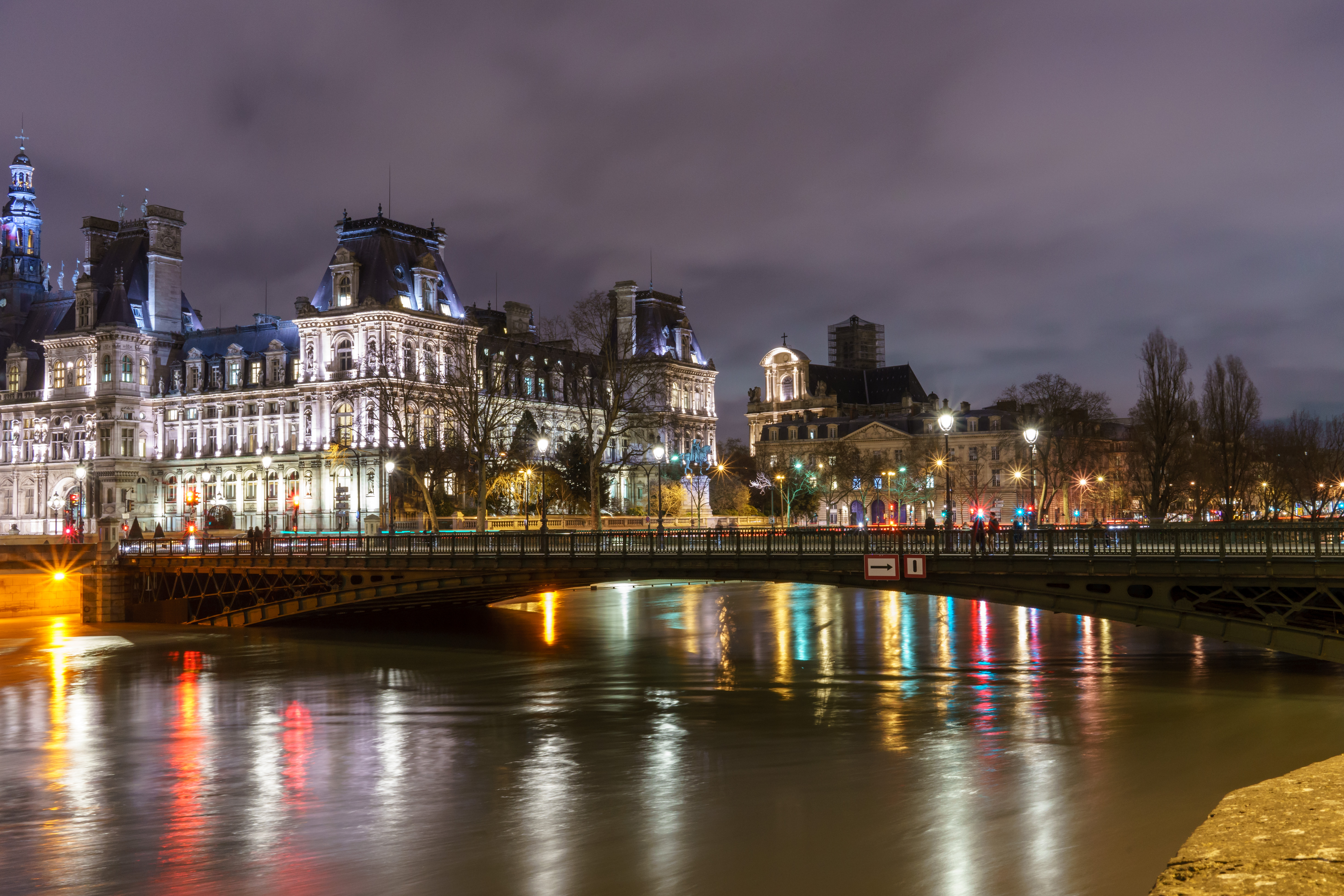
パリ市庁舎とアルコル橋
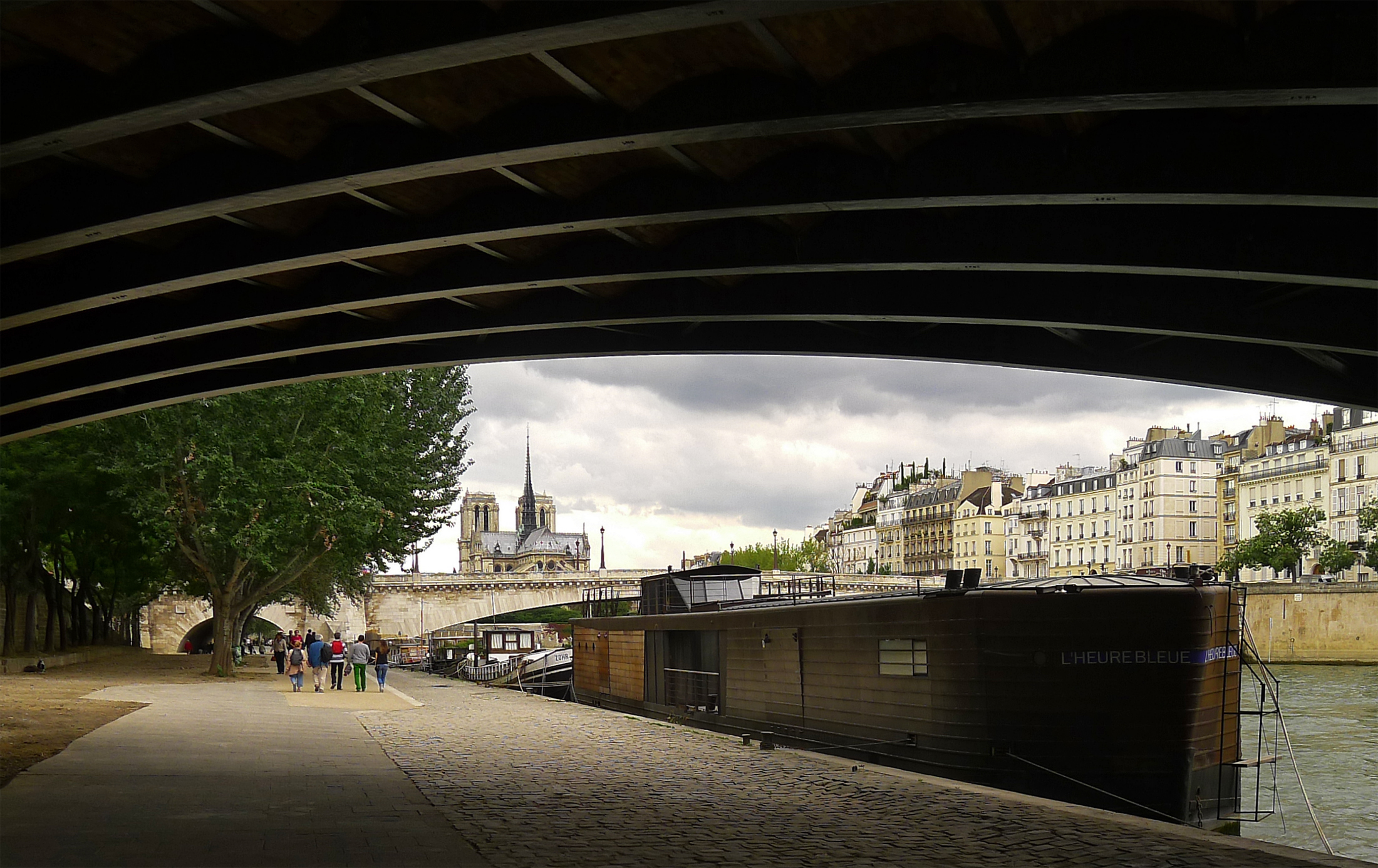
サン＝ルイ島(4区)に架かるシュリー橋下(5区)から見るトゥルネル河岸港及びトゥルネル橋。背景はシテ島のノートルダム・ド・パリ (Le port de la Tournelle vu depuis le pont de Sully en direction de Notre-Dame.)
ヴォージュ広場 (Place des Vosges) の位置。同広場北側を東西に走るフラン＝ブルジョワ通りが3区との区境になる。
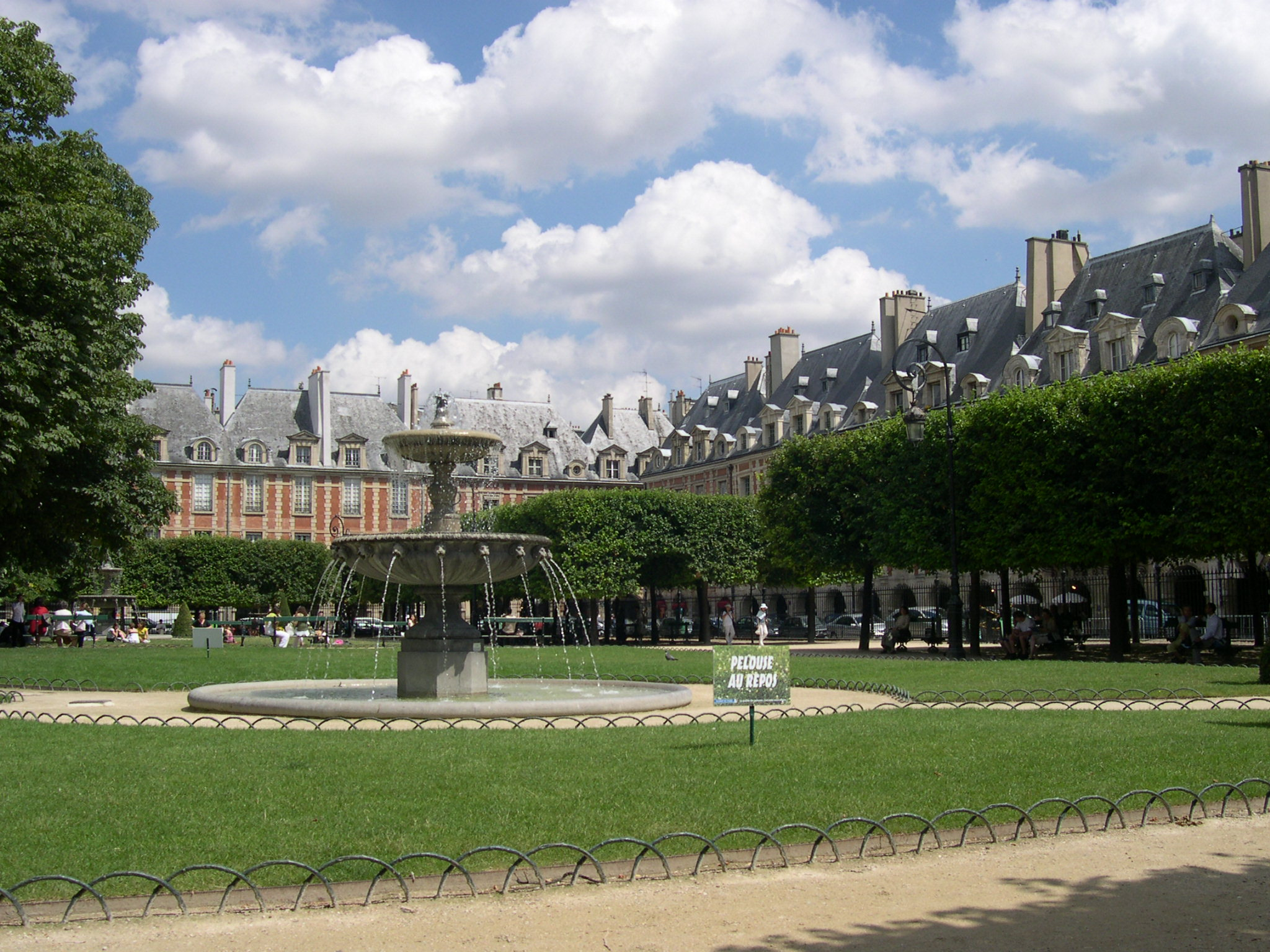
ヴォージュ広場
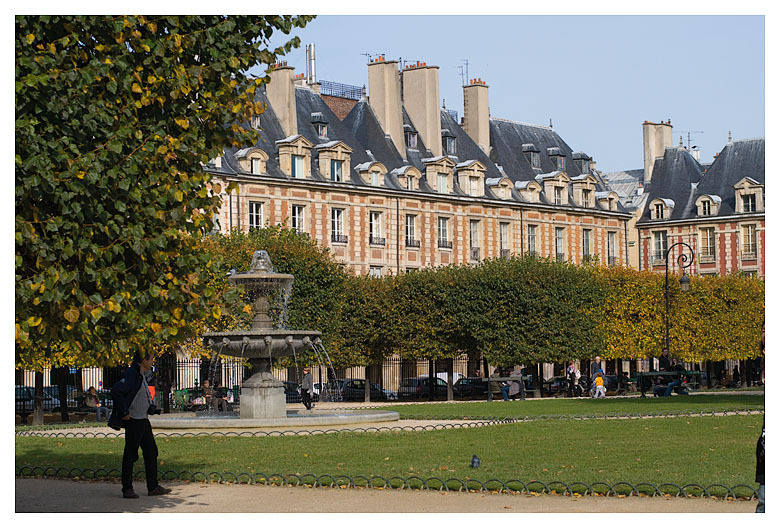
同広場
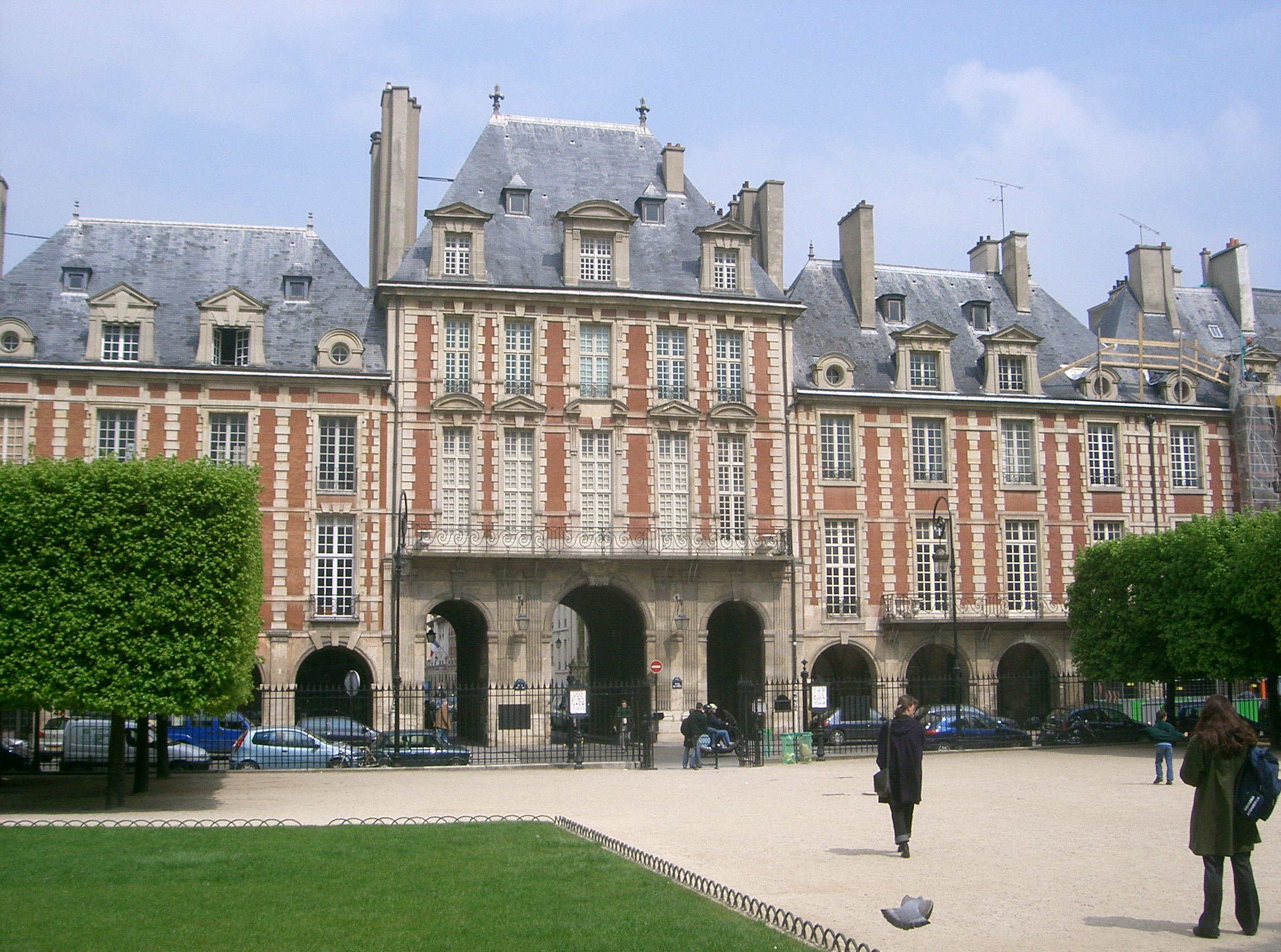
パヴィヨン・ド・ラ・レーヌ
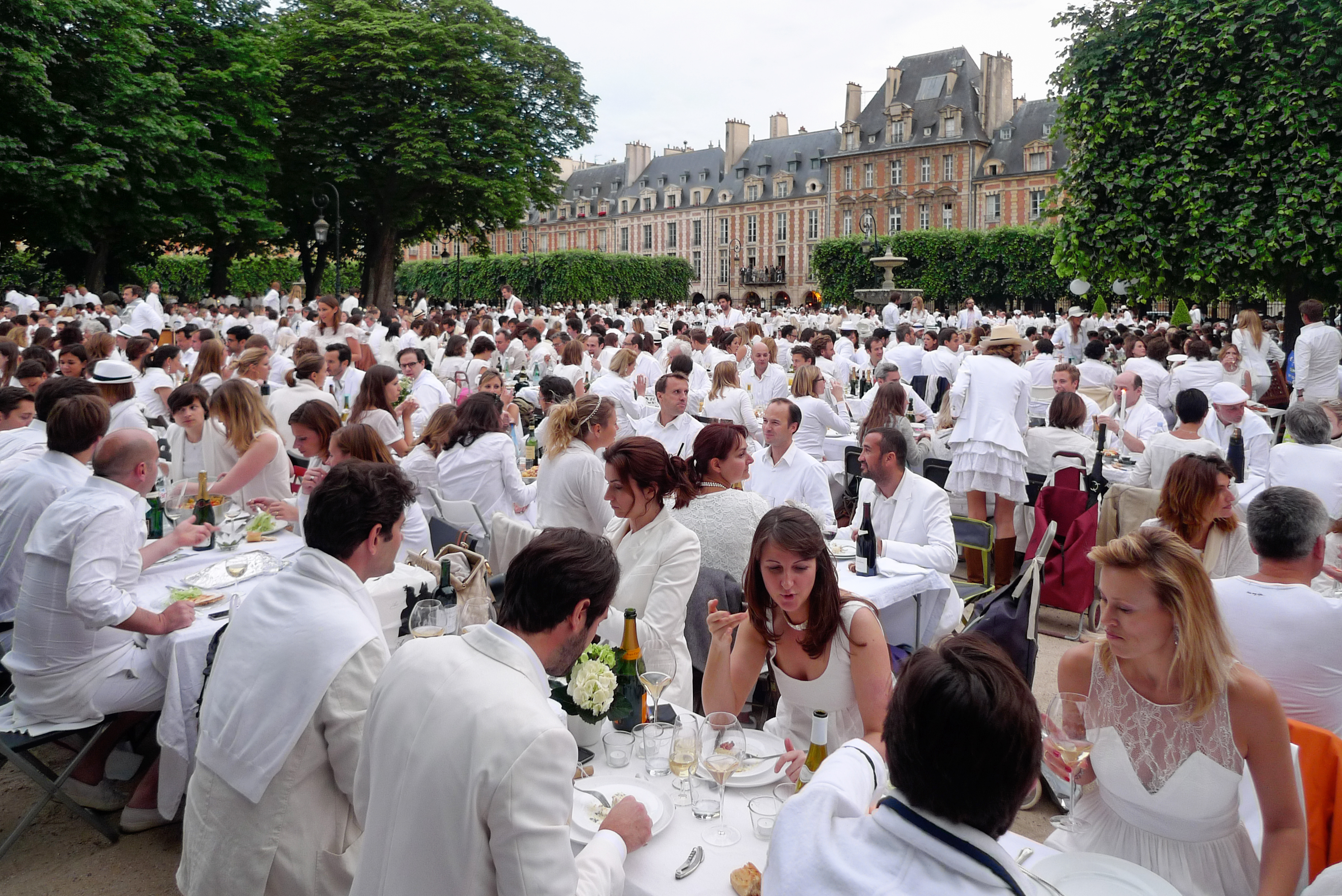
同広場でのディネ・アン・ブランの様子 (Dîner en blanc, Paris, place des Vosges, 2012)。1988年, ブローニュの森から始まった, 公共空間でフラッシュモブ的に開催される"真っ白なディナー"。
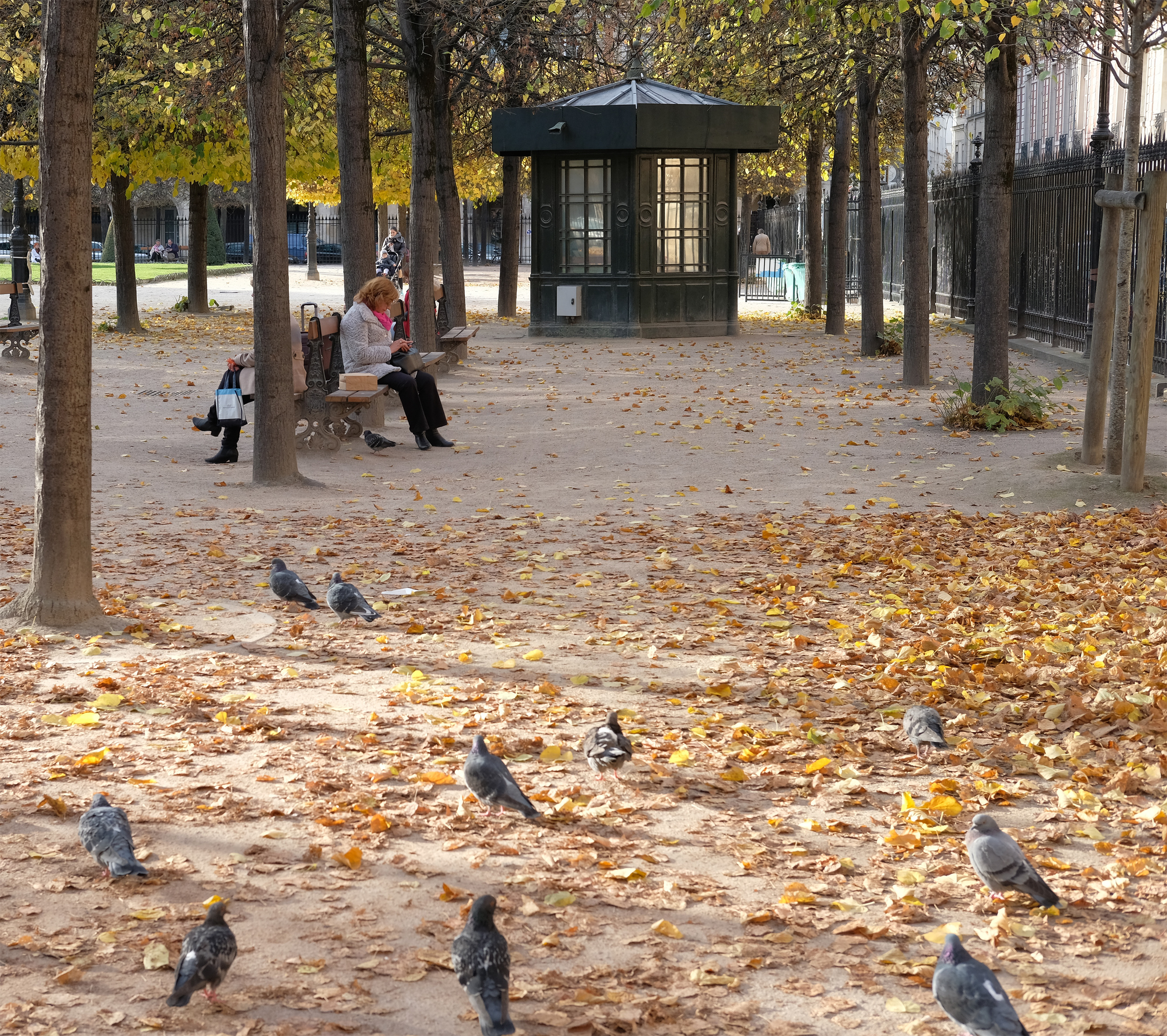
同広場内のスクアール・ド・ルイ13世 (ルイ13世公園)
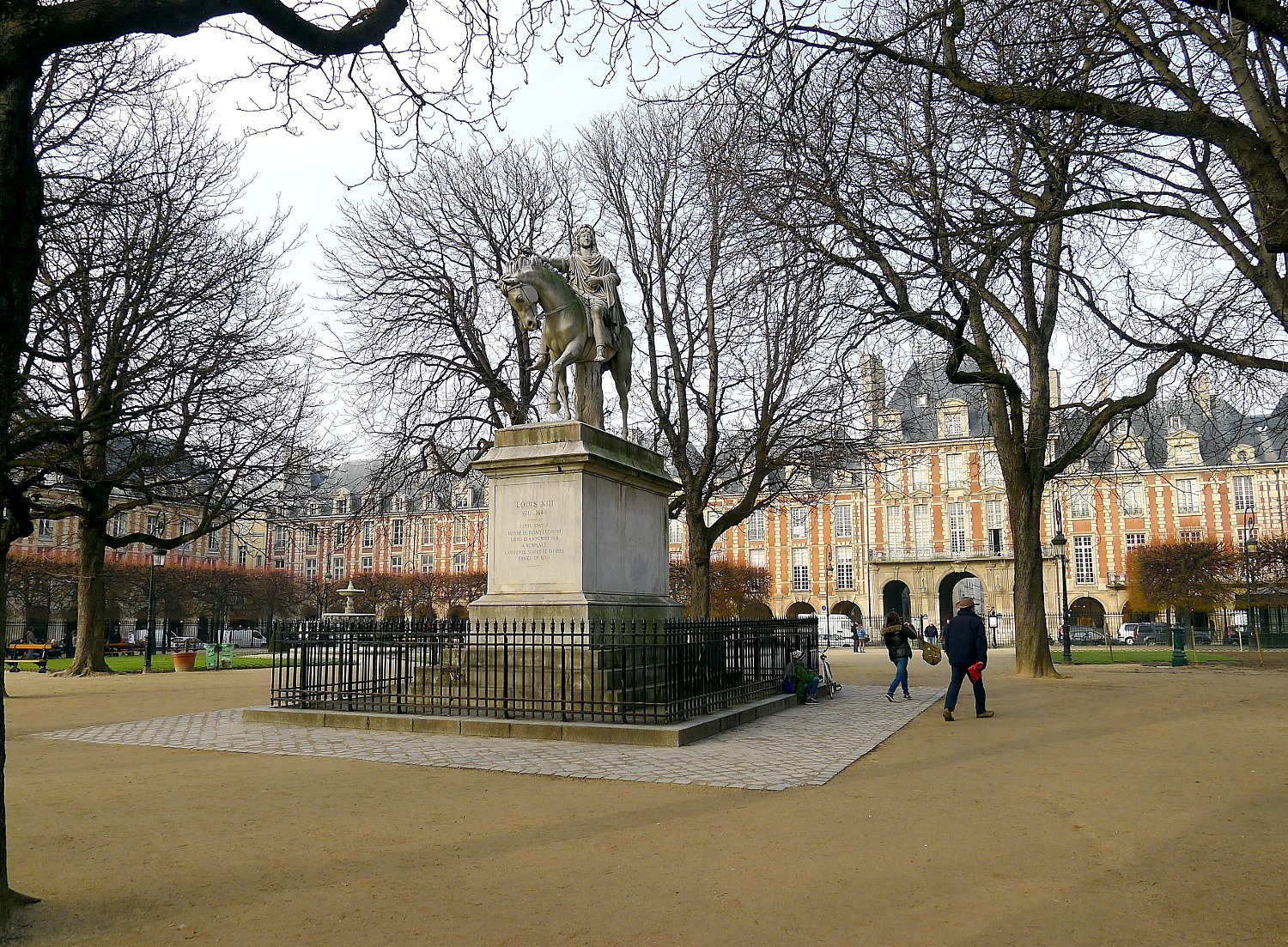
同公園内のルイ13世像
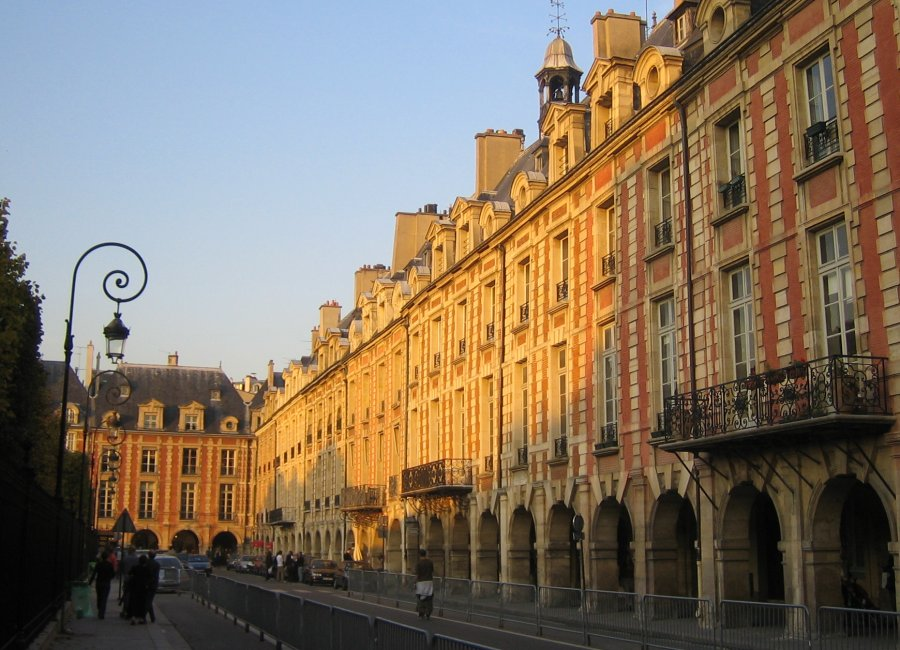
同広場周囲の赤煉瓦建物群
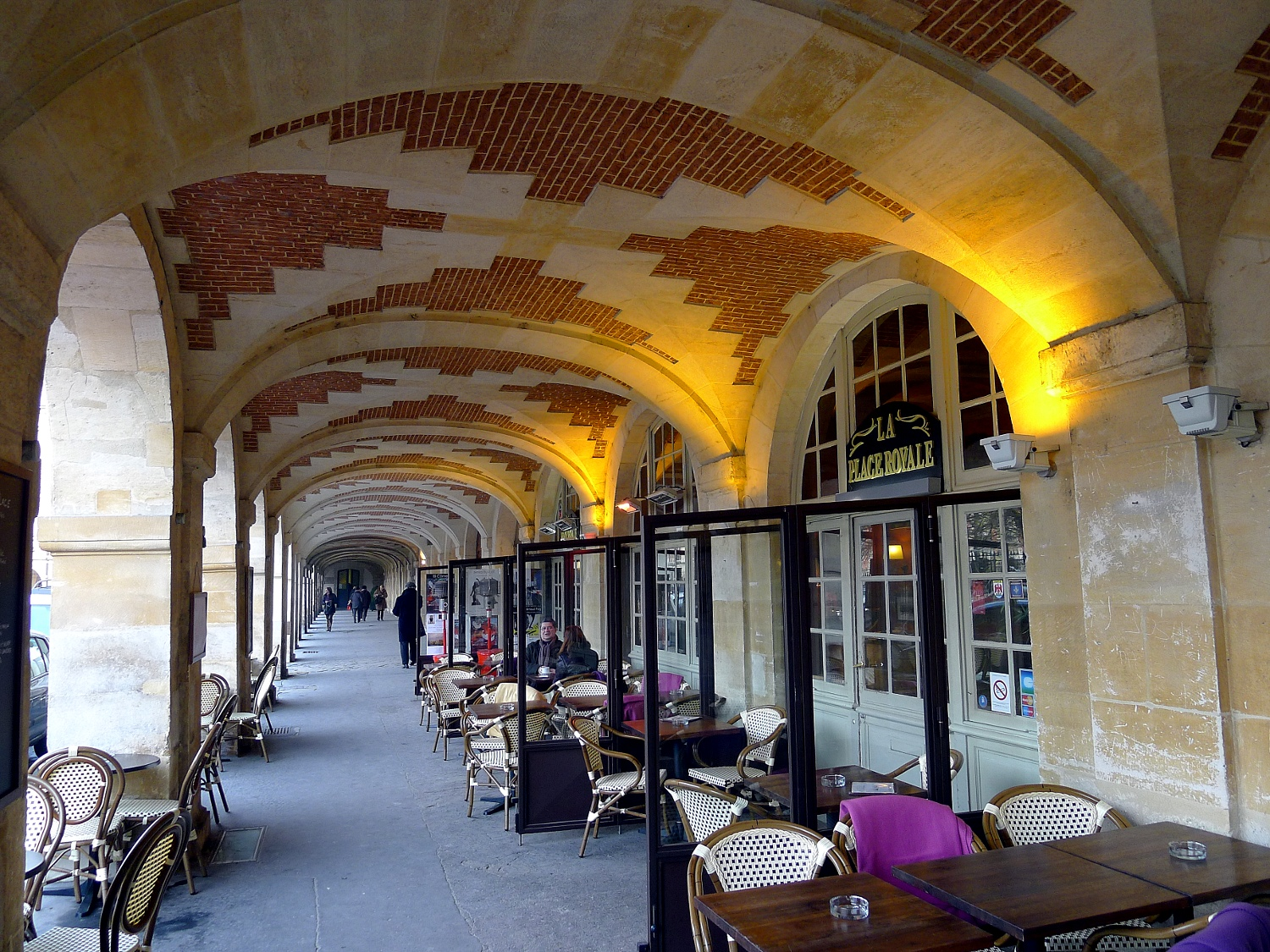
同広場赤煉瓦建物群の南側アーケード

### 広場・交差点
パリの「広場（プラス、Place）」は、しばしば2以上の道路が交差する場所に位置し、中心の「島」を道路が周回するロータリー状の交差点となっている場合が多い。中心の「島」部分は、オベリスクや緑地、公園等に利用されている場合もあり、エトワール凱旋門があるシャルル・ド・ゴール広場は世界的に有名である。4区の広場や交差点には、次のようなものがある。
- オテル＝ド＝ヴィル広場（Place de l'Hôtel-de-Ville）
  - パリ市庁舎前広場。旧称はグレーヴ広場。
- サン＝ポール広場（Place Saint-Paul）
  - マレ地区の出入り口にあたる広場。サン＝ポール＝サン＝ルイ教会があり、周囲はユダヤ人街になる。リヴォリ通りとサンタントワーヌ通り(サンタントワーヌ通りはリヴォリ通りと接触した後、リヴォリ通りの南側を1区方向にしばらく並走する)とが接続する。最寄駅はメトロサン＝ポール駅。
- バスティーユ広場（Place de la Bastille）
  - フランス革命勃発の舞台となったバスティーユ牢獄があった場所である。広場の中央には、バスティーユの象に替わり7月革命記念柱 (fr) が置かれている。4区、11区、12区の境界に位置している。
- パルヴィ・ノートルダム - ジャン＝ポール2世広場（Parvis Notre-Dame - place Jean-Paul-II）
  - ノートルダム大聖堂前の広場。大聖堂裏手（内陣がある枕元）はヨハネ23世公園（ジャン23世公園）。
- ヴォージュ広場（Place des Vosges）
  - 3区と4区に跨がるマレ地区にある広場。かつて広場北側は、王室居城ないし宮殿のトゥルネル館 (Hôtel des Tournelles) が建つ場所だった。シュリー館 (hôtel de Sully) 前の馬上槍試合で重傷を負ったアンリ2世がトゥルネル館で亡くなった後、王妃カトリーヌ・ド・メディシスがイタリア様式のテュイルリー宮殿を建造するために同館は16世紀半ばに売却された。後に、ブルボン朝創始者アンリ4世が一般に開放した公共広場に造成し、次代の王ルイ13世と王妃アンヌ・ドートリッシュの時代に完成した。広場周囲を囲む赤煉瓦建物群に当時の貴族らが居住した。広場中心はスクアール・ド・ルイ13世（ルイ13世公園）になる。同広場9番地には、1988年以来ミシュラン3つ星の高級フランス料理店ランブロワジー (en) がある。

### 船舶
- 水上バス「バトービュス」 （Batobus） - パリ市役所南側のセーヌ川の川岸に発着場がある。

## 著名な出身者

### 貴族
- セヴィニエ侯爵夫人マリー・ド・ラビュタン＝シャンタル（書簡作家）
  - 擬態的文章が各方面でお手本とされた書簡作家。パリ4区ビラーグ通り (Rue de Birague) 11番地bisで出生。同3区モンモランシー通り (Rue de Montmorency) 8番地に居住

### 学者
- ジャン・ル・ロン・ダランベール（啓蒙思想家、百科全書派） - 生後、ノートルダム大聖堂の北側にかつてあったシテ島のサン＝ジャン＝ル＝ロン教会 (Église Saint-Jean-le-Rond de Paris) の階段に遺棄され、そして孤児院に入れられた。

### 芸能
- セルジュ・ゲンスブール（作曲家、映画監督） - シテ島のパリ市立病院 (Hôtel-Dieu de Paris) で出生
- サミー・ナセリ（俳優） - 4区サン＝マルタン通り界隈や郊外（バンリュー）のフォントネー＝スー＝ボワで育つ。
- エマ・ワトソン（イギリス人の女優） - マレ地区生まれ[12]。

## 著名な居住者

### 貴族・富豪
- アンヌ・ド・モンモランシー（16世紀のフランス元帥） - フラン＝ブルジョワ通り (Rue des Francs-Bourgeois) 29番地に居住。
- クレティアン＝ギヨーム・ド・ラモワニョン・ド・マルゼルブ（高級官僚、法服貴族） - パヴェ通り (Rue Pavée) 24番地のラモワニョン館（フランス語版）に居住。
  - フランス王国図書検閲局長時の寛容政策で当時の百科全書派勃興の契機となり、司法卿時にはパリ高等法院改革に着手し、王制に対する保守貴族ら既得権益層との利害対立がフランス革命の一因に。革命当時は進んでルイ16世弁護人となったため、1794年、ギロチン刑に処された。
- ブランヴィリエ侯爵夫人（17世紀のシリアルキラー） - 1651年にブランヴィリエ侯爵と結婚し、現在のシャルル五世通り (Rue Charles-V) 12番地のブランヴィリエ館（ないしドヴレ館）に居住。
- アーガー・ハーン3世 - シャノワネーズ通り (Rue Chanoinesse) 12番地に居住。
- アーガー・ハーン4世 - 同上

### 政治
- ジョゼフ・ラカナル（フランス語版）（フランス革命期の政治家、ジャコバン派・山岳派）
  - 観念学派の哲学者、聖職者でもある。公立小学校 (école primaire) からエコール・ノルマル・シューペリウール設立まで主に教育政策に関与した。9区ショセ＝ダンタン通り居住、復古王政期には亡命したが、4区ビラーグ通り (Rue de Birague) 10番地の居宅で亡くなる。
- ジャン・マクシミリアン・ラマルク（軍人、政治家）
  - Rue Aubry-le-Boucher1-2番地にてコレラで死去。『レ・ミゼラブル』の登場人物・ガヴロッシュは六月暴動でラマルクと同じ地で死ぬこととなる。

### 文化
- ジョアシャン・デュ・ベレー（16世紀の詩人）
  - Rue Chanoinesse と, 1 Rue Massillon との角の建物住居で亡くなった。
- ヴィクトル・ユーゴー （小説家、詩人、政治家。『レ・ミゼラブル』、『ノートルダム・ド・パリ』）
  - ヴォージュ広場 (Place des Vosges) 6番地に旧宅が遺されており、現在は「ヴィクトル・ユーゴー記念館」として使用されている。ヴィクトル・ユーゴーとその家族が、1832年から1848年まで生活した。また、ユーゴーは、この旧宅で『レ・ミゼラブル』の前身にあたる『レ・ミゼール』を執筆している[13]。1830-1832年の間は、8区ジャン＝グジョン通り (Rue Jean-Goujon) 9番地に一家で居住。晩年、1873年に16区"ヴィラ・モンモランシー (Villa Montmorency) " に3ヶ月程居住した他、1874-1878年11月の間は9区クリシー通り (fr) 21番地に居住し、その間『九十三年』を書き上げた[14]。1878年から亡くなる1885年の間は16区ヴィクトル＝ユーゴー大通り (fr) 124番地(旧50番地)のリュジニャン公妃館に愛人ジュリエット・ドルエと居住し、1885年同館で死去。同地にプラークが掲げられている。
- ポール・セザンヌ（画家）
  - サン＝ルイ島のアンジュー(河岸)通り (Quai d'Anjou) 15番地に居住。
- シャルル・ボードレール（詩人）
  - 6区オートフイーユ通り (Rue Hautefeuille) 13番地生まれ。のちサン＝ルイ島のルグラティエ通り (Rue Le Regrattier) 6番地等に居住。また、アンジュー(河岸)通り15番地にも一時居住。
- ジョルジュ・ペレック（20世紀の小説家）
  - 1957年、シャルルマーニュ通り (Rue Charlemagne) 16番地に友人らと居住。

## ゆかりの人物

### 学者
- ジュール・ミシュレ（歴史家、歴史学者、ルネサンス造語） - 2区 トラシ通り (Rue de Tracy) 生まれ。リセ・シャルルマーニュに通っていた。

### 文化
- ジュール・ルナール（19世紀後半の小説家、詩人、劇作家） - パリに上京しリセ・シャルルマーニュに通っていた。